# 機動戦士ガンダムAGEの登場兵器
機動戦士ガンダムAGEの登場兵器（きどうせんしガンダムエイジのとうじょうへいき）では、テレビアニメ『機動戦士ガンダムAGE』に登場する架空の兵器について説明する。

## 概要
『機動戦士ガンダムAGE』は、MS（モビルスーツ）と呼称される有人ロボット兵器同士による戦争を描いた「ガンダムシリーズ」の、テレビアニメ第14作目にあたる作品で、100年に亘って続いていく宇宙戦争を、親子3世代に亘って主人公を交代しながら描くという内容である。
劇中で世代交代を経るごとに数十年の年月が経過する『機動戦士ガンダムAGE』では、「進化」というテーマが掲げられており、メカニックに関しても世代間でデザインコンセプトを大きく変えるという試みが用いられている。また、たとえ序盤は物足りない描写になったとしても、世代を経るにつれて兵器の性能や描写が極端なインフレを起こさないことの方が重要視された。敵対勢力のメカニックは、作中第1部終盤まで異星人とも噂されている正体不明の存在と設定されており、これはガンダムで異種格闘技戦を描くという監督の山口晋の意向による。
当記事では、劇中に登場するMSや宇宙艦艇などの登場兵器を、登場勢力別に分けて解説する。これにあたり、TV版各章並びに各派生作品を以下のような略称で表記する。
- 『第1部』 - フリット編・テレビ版#1～15
- 『第2部』 - アセム編・テレビ版#16～28
- 『第3部』 - キオ編・テレビ版#29～39
- 『第4部』 - 三世代編・テレビ版#40～49
- 『MOE』 - OVA『機動戦士ガンダムAGE MEMORY OF EDEN』
- 『PSP版』 - PSP用ゲームソフト『機動戦士ガンダムAGE ユニバースアクセル/コズミックドライブ』
- 『US』 - 外伝『機動戦士ガンダムAGE UNKNOWN SOLDIERS』
- 『EXA-LOG』 - 外伝『機動戦士ガンダムAGE EXA-LOG』
- 『〜追憶のシド〜』 - 外伝漫画『機動戦士ガンダムAGE 〜追憶のシド〜』

なお、外伝漫画『機動戦士ガンダムAGE トレジャースター』の登場兵器や登場勢力、技術の詳細については本項には記載せず、それぞれ「機動戦士ガンダムAGE#『トレジャースター』の登場兵器」と「機動戦士ガンダムAGE#用語」を参照。

## 地球連邦軍
メカニックデザインは海老川兼武が担当。

### 地球連邦軍のMS

#### ガンダムAGE
アスノ家の遺産である「AGEデバイス」内のデータをもとに開発されたMS群で、各世代のストーリーにおける主役機たち。「ガンダム」の名は古来よりMS鍛冶の間で語り継がれている伝説の白いMSに由来し、フリット・アスノにより人類の救世主となることを願って命名された。コクピット内のコンソールにAGEデバイスをセットすることで起動する。
最大の特徴は生物の進化を機械に応用した「AGEシステム」にあり、戦闘経験を積んだシステムが提案した設計図を専用の工作機械「AGEビルダー」に入力し、製造された換装パーツや武装で性能を強化していく、自己進化するMSである。胴体である「Gコア」に、四肢となる各種「Gウェア」を換装することで多様な戦場に対応する。各ウェアの換装は母艦内の設備で行う以外に、専用の無人輸送機「AMEMBO（アメンボ）」を用いた空中換装も行える。なお自己進化と言っても、AGE-1から2そして3を経てFXへとなるのではなく、過去の機体データーを元にそれぞれの機体は新造されており、その新造された機体に基幹部分であるAGEシステムを移植して運用されるため、2や3、FXの登場後もAGE-1は使用されている。AGE-3では、コア部や各種ウェアが航空機としての機能を持つようになり、アメンボなしの空中換装が可能となった。これらのパーツを含めた機体のデータは、第2部以降に開発される後継機の設計にも活かされていく。
胸部中央のコクピットハッチ表面には「A」（「AGE」の頭文字）が描かれた緑色のセンサーが配され、この部分にAGEシステムのコアユニットが内蔵されている。AGE-1・AGE-2のバックパック上部には、AGEビルダーへのデータ送信用に水平翼状のブロードアンテナが設置されている。AGE-3の場合は、コアファイターの翼が、AGE-FXは後頭部から伸びているアンテナがこの役目を担っている。カラーリングは後述するAGE-FXを除きノーマルウェア時の白・青・赤のトリコロールを基本に各ウェアごとに基調となる色が設定されている。

##### ガンダムAGE-1
AGE-1 ガンダムAGE-1ノーマル（ガンダムエイジワンノーマル）
第1部主役機。フリット・アスノが開発した第1世代ガンダム。
アスノ家由来の特殊装甲材や独自のプラズマ制御技術が用いられており、地球圏のMSで初めてヴェイガン製MSを単独で撃破可能な性能を得ている。その外観は、アスノ家の屋敷に飾られていたガンダムの絵画をモチーフとしている。
主武装はAGEビルダーが初めて製造したビームライフル「ドッズライフル」。ヴェイガン製MSの装甲を一撃で貫通する威力を持つほか、先端の銃身を外すことで取り回しに優れたハンドガン（拳銃）モードとなる。両腰の装甲には、出力調節で刀身長を変化させることができる「ビームダガー（ビームサーベル）」を計2基装備。左腕には、白地にアルファベットのAのような青い装甲板を重ねたシールドを携行する。
ヴェイガンによる「ノーラ」襲撃の騒乱で正パイロットのラーガン・ドレイスが負傷したため、急遽フリット自らがパイロットを務める。「ノーラ」脱出後は新たに作成したウェアを活用しつつヴェイガンの襲撃を退けていき、のちのコウモリ退治戦役における勝利の立役者となる。
25年後の第2部では有事に備えてアスノ家の馬小屋に秘匿され、バルガス・ダイソンの手によってさらなる改良や整備が施されている。「トルディア」に襲撃してきたヴェイガンを撃退すべくアセム・アスノが起動させ、後継機AGE-2が完成するまで彼の乗機となる。AGE-2の配備後は連邦軍総本部「ビッグリング」へと移送され、胸部のAGEシステムを撤去したフラット仕様に改装される（後述）。
なお、アニメ最終話のエピローグおよび『PSP版』のエンディング（いずれもA.G.201年時）にて、地球の首都ブルーシアにあるガンダム記念館に、本機が胸部のAGEシステムを装備した状態で永久保存されているのが確認できる（この時フリットは既に他界している）。
また、アンバット攻防戦後、残存の予備パーツ1機分を基にデータ取得用の2号機（AGEシステム非搭載）が新造され、後に開発されたアデルの雛形となったほか、2号機（および1号機）のために「アサルトジャケット」（後述）の開発も行われた。
AGE-1T ガンダムAGE-1タイタス
バクトのパワーと強固な電磁装甲に対抗すべく開発された近接戦闘形態。赤基調のカラーリングとがっしりした体型が特徴。ウェア自体のパワーと装甲強度に加え、各部に内蔵されたビームフィールド発生装置を併用することで、攻防を兼ね備えた圧倒的な戦闘力を発揮する。両前腕に輪状にビームを発生させる「ビームラリアット」、両肩の「ビームショルダータックル」、両膝の「ビームニーキック」などを繰り出して戦う。「磁気旋光システム」のリミッターを解除することで、さらに攻撃力を高めることができるが、過負荷で四肢が損傷する危険があるため通常は使用されない。瞬発性能の高いスラスターにより高い突進力を確保しているが、重量級の機体ゆえに小回りが利かず高速戦闘には対応していない。
AGE-1S ガンダムAGE-1スパロー
ゼダスの機動性に対抗すべく開発された高速戦闘形態。青基調のカラーリングと細身な体型が特徴。徹底した軽量化と各部に内蔵された姿勢制御バーニアによって過去のMS史上かつてない機動性と運動性を実現しており、忍者のように敵の死角に回り込みながらの近接戦闘を可能としている。ウェアの特性上、ある程度の低探知性も求められることから、熱や電磁波を放出する機器やビーム兵器の類は排除されている。
武装は、臀部に懸架された短剣状の高周波振動ブレード「シグルブレイド」と、両膝に内蔵された奇襲装備「ニードルガン」。シグルブレイドの刀身には、高密度プラズマと硬化金属による特殊表面処理を施したレアメタル合金が採用されており、運用次第ではビームサーベルを上回る切れ味を発揮する。ただし、素材が摩耗しやすいため長時間の使用には向かず、一定ごとの最硬化処理を必要とする。また、小ぶりな外見に反してこの素材は非常に重く、全身の体捌きにバーニアの推力を上乗せして振るうことで初めて本来の性能を引き出すことができる。
AGE-1F ガンダムAGE-1フラット
第2部以降に登場。AGEシステム撤去後の姿。AGEシステムを外した後の胸部のAマークを装甲で覆い、頭部カメラ・センサーの発光色が緑から黄色に変化している。それに伴いセンサー系も変更されたようで、アデルの開発を経た事で、別の機体と言えるほどの能力向上が図られている。AGEシステムの代わりに、指揮管制システムを搭載し、指揮官機としてより高性能を発揮する事が可能となった。
ビッグリング攻防戦以降から再びフリットが搭乗し、往年の技量をもってゼイドラやクロノスと渡り合う。「ノートラム」攻防戦では、大型ミサイルを搭載した複合兵装「ゼフルドランチャー」を背部に装着して出撃し、移動要塞ダウネスの推進システム破壊に貢献する。しかし、その後にダズの搭乗するドラドLの猛攻・自爆を受けて、機体は大破している。
第3部では連邦軍の管理下で保守整備やアデルマークIIの開発ノウハウを基にした改修が続けられており、完成から半世紀が経過してなお現役の状態を保っている。連邦軍臨時総本部「ロストロウラン」に入港したディーヴァに再度搭載され、ともに宇宙に打ち上げられる。ヴェイガンの猛攻で窮地に陥ったキオのAGE-3を援護するべくフリットが搭乗し、性能で上回るギラーガやザムドラーグを相手に善戦するも、中破・行動不能となる。
AGE-1G ガンダムAGE-1グランサ / ガンダムAGE-1フルグランサ
第4部に登場。破損したAGE-1フラットの修復と並行して、全身に増加装甲と火器を施したフルアーマー仕様。正にAGE-1の最終形に近い形態で、武装は両腕にビームサーベルとシールドとしての機能を併せ持つ二枚板バレル付きの複合武装「シールドライフル」を装備しているほか、両肩に4門、両足に2門の計6門のミサイルランチャーを搭載している。ルナベース攻略戦時に初めて実戦投入され、ヴェイガンのXラウンダー専用機とも互角に渡り合う戦闘力を発揮する。ラ・グラミス攻防戦では、背部にビームランチャーと重量増に対応した推進用スラスターが搭載された複合兵装「グラストロランチャー」を装備した「フルグランサ」仕様で出撃している。
AGE-1AJ ガンダムAGE-1 アサルトジャケット / AGE-1AJ/2 ガンダムAGE-1 2号機 アサルトジャケット
『US』に登場。全高18.0m。重量67.2t。アンバット攻防戦から数年後、ディケ・ガンヘイルや軍開発部のアイデアを構築・提示して、元々の1号機と新たに新造された2号機の2機が、AGEシステムを介することなく開発された「ジャケットシステム」を使用した形態。アサルトジャケットは火力・防御性能の向上に重点が置かれており、武装は右手の二連装ドッズライフル、右肩部のドッズランチャー、左手のシールド部分にビームバルカン、他にビームサーベルを装備する。1号機のパイロットは軍属になり成人したフリットが、2号機のパイロットはラーガンが務めた。流用の利く武装の系譜は後のグラストロランチャーの開発へと受け継がれ、ジャケットシステムの最終進化系にあたるAGE-1フルグランサが生み出された。
AGE-1SW ガンダムAGE-1ソーディア
『MOE』と『PSP版』に登場。中世の甲冑騎士のような外観を持つ近接格闘形態。主武装は両刃剣「レベルタブレード」と両腰アーマーに搭載されたビームサーベル。また、専用シールドを持つ（ブレードはシールドの裏面に収納する）。なお、ブレードに込めたエネルギーを放射状に放つことが可能（ただしゲーム内では不可能）。剣と盾により攻防のバランスに優れる（防御力を重視したウェアとされる）。
ゲーム内のストーリーでは、アセム編の序盤においてのトルディアでの基地に格納したタイミングで開発されている。
『MOE』では、トルディアでアセムが搭乗してゼハートの駆るゼダスRとの戦闘が描かれた。
ガンダムAGE-1ガンデッド
『PSP版』に登場。武骨な外観を持つ重砲撃形態。右腕に折りたたみ式の大型砲「ギガントブラスター」を装備し、左腕に設置されたエネルギー加速器をバズーカに接続することで、戦艦の主砲なみの威力を引き出した「ハイパーキャノン砲」を放つことができる。
ガンダムAGE-1マギナ
『PSP版』に登場。ローブを纏った魔術師のような外観を持つ射撃形態。主武装は魔術師の杖を模したビームライフル「ロッドランス」。腰のローブ部分がエネルギータンクとなっており、それを解放することで、ビームの威力を一定時間高めることができる。ゲーム内ではシステムの都合により腰エネルギータンクの解放機能が要素として存在せず、専用武器である「ロッドランス」も槍系武器という扱いのため、先端からビームを発射せずにそのまま刺突攻撃を繰り出す。
AGE-1ST ガンダムAGE-1スタークス
『PSP版』に登場。全高18.0m。両肩など各部に増設されたブースターにより突進力を高めた一撃離脱戦仕様。主武装の「ルートレイバーランス」にも4基のブースターが内蔵されており、機体のブースターを併用することですさまじい貫通力を発揮する。
『US』では設計データのみで実際には製造されなかったが、のちに量産型であるアデル用に少数が生産された（後述のアデルスタークスを参照）。
AGE-1R ガンダムAGE-1レイザー
『US』と『PSP版』に登場。全高18.5m。重量51.6t。スパローの欠点であるシグルブレイドの耐摩耗性の低さを克服するべく提案された近接戦闘形態。スパローがバーニアの推力でシグルブレイドの斬撃速度を高めていたのに対し、レイザーは両腕と両脛に装備された4振りの大剣「レイザーブレイド」の質量を活かした破壊力重視の装備として設計されている。さらに、複数の刃を重ねた多層構造の刀身を採用したことで、摩耗しても即座に新しい刃を露出させ戦闘を継続することができる。両腕のブレイド2枚を取り外して連結することで、投擲用のレイザーブーメランとしても使用可能。刀身の重量化により発生する慣性力も相当なものとなるが、これを姿勢制御に利用することで変幻自在の機動と攻撃が可能となる。ただし、パイロットに求められる技量も大きく、Xラウンダー級の能力がなければ機体をまっすぐ飛ばすことすら困難とされる。ゲーム内では携行武装にビームマシンガンを使用する。
ガンダムAGE-1ウォーゼス
『PSP版』に登場。亀の甲羅のような外見を持つ防御重視形態。四肢にビーム攻撃を反射させる特殊な装甲「ミラーシールド」を装備し、シールドに蓄積させたエネルギーを放射する「ソーラレイビーム」を主力攻撃とする。シールドを支えるためにタイタスなみのパワーも持っているため、拳「ウォーナックル」による近接格闘攻撃も強力。ゲーム内ではコウモリ退治戦役の終局で製造され、デシルのゼダスが放ったビームを反射しつつ押し込むことで決め手となる。
ガンダムAGE-1エアリエス
『PSP版』に登場。妖精のような外見を持つ機動重視形態。全身の羽根のような部分が近接用ブレイドとなっている。一撃離脱で敵機を翻弄する。
ガンダムAGE-1ブロッガ
『PSP版』に登場。軽量ボクサーのような外見を持つ高速格闘形態。タイタスとスパローから得られたデータから考案され、タイタスの攻撃力とスパローの素早さをあわせ持つ。敵機の攻撃を避けつつ拳である「ドッズナックル」から必殺の一撃をうちこむ戦闘スタイルをとる。
ガンダムAGE-1ベルゼルガ
『PSP版』に登場。手足に爪のある野獣のような外見を持つ近接格闘形態。専用の「ビームディスクロッド」を用いて敵機をたたきつぶす。
ガンダムAGE-1ビークス
『PSP版』に登場。蜂のような外見を持つ高速射撃形態。昆虫の飛行データを参考に開発され、高い飛行性能により、敵機の近接格闘が届かない距離からの高速射撃で制圧する。専用のマシンガン「スプレッドマシンガン」と、専用のシールドを装備する。
ガンダムAGE-1ゴリアテ
『PSP版』に登場。全身に電磁バリアを張るための装置を搭載した防御重視形態。銃弾を防ぎつつ目標に向かい、拳「ゴリアテブロウ」の一撃を放つ突破力を持つ。
ガンダムAGE-1グレイダス
『PSP版』に登場。パスワード入力で入手できるようになる。大昔のMSを基にしたウェア。ガラやエルメダと同様のパーツが使用されているが、性能は比較にならないほど強力。
AGE-1BA ガンダムAGE-1バドラン
『PSP版』に登場。パスワード入力で入手できるようになる。腰裏に9つのビットを搭載した遠隔射撃形態。
ガンダムAGE-1ゴールドアロー
小説版第1部のみに登場。ファルシアのビット兵器に対抗すべく開発された特殊形態。
外観や基本性能・武装はノーマルウェアと同等だが、各部に追加されたハッチから放出されるガス状の耐ビームコーティング剤をプラズマ蒸着させ、その全身を名称どおりの黄金色に染め上げる。通常のコーティングでは数度の着弾でその効力が失われるが、ゴールドアローは常時コーティング剤の蒸着を行い続けることで連続防御を可能にしている。ただし、許容値を超える火力の前には通常どおりダメージを受ける。

##### ガンダムAGE-2
AGE-2 ガンダムAGE-2ノーマル（ガンダムエイジツーノーマル）
第2部主役機。AGE-1の戦闘データを解析して開発された第2世代ガンダムで、連邦軍入隊後のアセム・アスノの搭乗機。
MS形態時の3倍の推力を発生する長距離高速飛行形態「ストライダー形態」への変形機構を備え、MS形態での近接戦闘を併用した変則的な戦法を得意とする。また、ストライダー形態時は単独での大気圏突入も可能。両肩に配置された4枚の大型可動翼は、ストライダー形態時に主翼として機能する。
ストライダー形態時の機首を兼ねる主武装「ハイパードッズライフル」は、1射でMS2機を貫通する威力を持つ。リアスカートアーマーには全ウェア共通の標準装備である双刀式のビームサーベル2基、両肩にはストライダー形態時の機銃となるビームバルカンを2門、左腕には小型のシールドを装備する。
「トルディア」出港時のディーヴァに配備され、新造されたウェアを活用しつつ、様々な激戦を潜り抜けていく。
A.G.151年のアセムの最後の任務における、EXA-DBを守護する大型MS「シド」との遭遇・戦闘で機体は大破するが、宇宙海賊ビシディアンによってその残骸が回収され、ダークハウンドへと改修される（後述）。
AGE-2 ガンダムAGE-2ノーマル（SPカラー）
第28話に登場。「特務隊仕様」とも呼ばれる、亡きウルフの遺志を継いだアセムの意向で、全身が純白に再塗装されたAGE-2。「ノートラム」攻防戦から1年後のA.G.142年にて、新設された「特務隊」の隊長機として運用され、連邦首相フロイ・オルフェノア抹殺のために慰霊式典を襲撃したメデル・ザント率いるヴェイガンの残党軍と戦った。
AGE-2DB ガンダムAGE-2ダブルバレット
敵包囲網の単機突破を目的とした火力特化仕様。ゼイドラ・クロノスとの交戦経験を元に開発された対Xラウンダー用装備でもある。アセムが得意とする二刀流・二丁拳銃での戦闘スタイルを活かすべく、ハード・ソフト両面での最適化が行われている。
専用武装は手持ちのドッズライフルとしても使用される両肩サイドバインダーの「ツインドッズキャノン」2門、キャノン排除後のバインダー基部に内蔵されたビームソード計2基、両脛後部の「カーフミサイル」計4基。ツインドッズキャノンの遠距離砲撃やカーフミサイルの弾幕による迎撃・けん制に加え、両手・両肩の計4基のビームサーベルを同時使用した近接戦闘も可能。ツインドッズキャノンはストライダー形態時に前方に砲門が向けられ、双胴機のようなシルエットを形成する。
AGE-2DH ガンダムAGE-2ダークハウンド
第3部以降と『〜追憶のシド〜』に登場。「キャプテン・アッシュ」を名乗り宇宙海賊ビシディアンの首領を務めるアセムの搭乗機。本来はビシディアンの若頭ウィービック・ランブロが搭乗する予定だったが、彼がシドとの戦闘で消息不明となったため再びアセムが乗り込む。
シドとの戦闘で大破したAGE-2の残骸を元に、マッドーナ工房が独自の改修を加え完成させた。額と胸部に施された髑髏のレリーフと、右カメラアイのアイパッチ（眼帯）型照準用バイザーが特徴。胸部の髑髏マークには、眩惑用の発光装備「フラッシュアイ」が内蔵されている。改修前の変形機構も完璧に復元され、機動性は改修前よりも向上している。さらに、ストライダー形態時の推力を飛躍的に高める「ハイパーブースト」機能が追加され、複数の僚機を牽引しつつ速やかな戦域離脱が可能となっている。カラーリングはビシディアンのチームカラーであり、低視認性を重視した黒とグレーのツートン。
武装は奇襲や格闘といった海賊行為に適した構成となっている。ハイパードッズライフルを改修した「ドッズランサー」は、銃身が刺突用の長大な槍に換装され、両側には牽制射撃用のドッズガンが内蔵されている。両肩のマント型バインダーには、手持ちでの使用も可能なフック型有線射出兵器「アンカーショット」を装備。これで捕捉した敵機に高圧電流を流しこむことで、内部のパイロットや電子機器に直接ダメージを与えることができる、ワイヤー自体の強度も高く、自機の質量を上回る物体を牽引したり、回転させることでシールドとしての使用も可能。また、ビームサーベルの柄同士を連結させて投擲武器として使うこともできる。
ガンダムAGE-2フェニキス
『PSP版』に登場。不死鳥（フェニックス）を模した姿の遠隔射撃形態。背中の翼はファンネルを兼ねており、分離させてのオールレンジ攻撃が可能。
ガンダムAGE-2ザンテツ
『PSP版』に登場。東洋の侍を模した姿の近接格闘形態。刀剣による近接戦闘を得意とする。専用のビームサーベル「ザンテツブレード」は、両手で構えなければじゅうぶんな性能が発揮されないほどの高出力である。エネルギーを消費することで射程の短い剣波を放つことが可能。
AGE-2DC ガンダムAGE-2ダブルブレイド
『US』と『PSP版』に登場。両肩のシールドにハサミ状の刃「ワイヤーシザース」を備えた格闘形態。ワイヤーシザースはカーボンナノワイヤーにより、中距離用の射出兵器としても使用されるほか、脚部には手甲に装着可能なヒートソードを装着する。地上に配備されたAGE-2の重力下での最適化作業のために生産され、特務隊の部隊長になったアセムによって運用される。
AGE-2A ガンダムAGE-2アルティメス
『EXA-LOG』と『PSP版』に登場。ヴェイガンのステルスシステム「見えざる傘」を打ち破るべく提案された特殊形態。「アルティメス」は狩猟の女神「アルテミス」に由来する」。物体の移動時に影響を受ける星間物質の一種「宇宙塵」の揺らぎを感知することにより、間接的にその位置を割り出す高性能レーダーシステムを両肩のバインダーに内蔵している。星間物質の状況次第では必ずしも有効に機能するとは限らないが、その索敵能力は大型艦艇にも匹敵し、「グライダー形態」と呼ばれる飛行形態に変形することで戦術偵察機としても運用可能である。ほかのウェアにはない特徴として、歩行機能を省略したプライヤー状の足首を持つ。
専用武装はバインダー外側に装備された荷電粒子砲「アルティメス・ロングレンジライフル」と、内側に装備された速射型の「ビームマシンガン」。これらの火器は同軸上を個別に回転し、多方向への同時射撃を可能としている。ビームマシンガン先端には、ダブルバレットのツインドッズキャノンを装着可能。白兵戦用として、ビームガンへの切り替えが可能な「アルティメス・ビームサーベル」を携行する。
『PSP版』における「ノートラム」攻防戦では、ダブルバレットの代わりに本装備で出撃する。
ガンダムAGE-2シエルグ
『PSP版』に登場。両肩に4枚の「シェルバインダー」を搭載した、防御特化形態。硬い装甲による全方位に対して防御が可能であり、さらに防御フィールドも展開する。
ガンダムAGE-2ガーディア
『PSP版』に登場。第二の腕としても使用可能な巨大なアームユニット「ガーディアマグナム」を肩に搭載した近接格闘形態。
ガンダムAGE-2ヴァイス
『PSP版』に登場。蛇のような蛇腹状の肩部装甲を持つ、運動性能の高い近接戦闘形態。肩部は自在に動かすことができ、先端の「デッドリーキャノン」から全方位にビームを放つことが可能。
ガンダムAGE-2ジャッジア
『PSP版』に登場。両肩に巨大な装甲ユニットを搭載した防御形態。プラズマフィールドを展開することで周囲の敵機を攻撃可能な機能を持つ。専用武器「ジャッジランス」を装備する。
ガンダムAGE-2ウォルフ
『PSP版』に登場。両肩に巨大なビームクローを搭載した近接格闘形態。猛獣の能力を参考に開発され、格闘時にはビームクローの先端を腕に装着することも可能。
ガンダムAGE-2ジアーク
『PSP版』に登場。背部に巨大なエネルギー加速機と高出力ビーム砲「アークライトキャノン」を搭載した射撃形態。加速機と砲身は通常時は収納されている。
ガンダムAGE-2ガイスト
『PSP版』に登場。ヴェイガンの技術を参考にして開発された高速機動形態。AGE-2のコアの可変機能と同じく、主にゼダスタイプが参考にされており、コウモリのような両肩の羽から光波推進、右腕部に高周波ブレード「ガニメディクス」を装備している。外観がヴェイガンのモビルスーツ型に酷似しているため、識別用に地球連邦軍の印が羽の外装に塗装されている。
ガンダムAGE-2アマテラス
『PSP版』に登場。パスワード入力で入手できるようになる。ビームを反射する特殊な装甲を持つ射撃形態。専用ビームライフル「ブライライザー」はエネルギーをチャージすることで強力なビームを放つことが可能となる。
ガンダムAGE-2セラフ
『PSP版』に登場。パスワード入力で入手できるようになる。天使のような4枚のバインダーをノーマルのように肩に搭載した高速機動形態。主武装は専用武器「フライビットマシンガン」。

##### ガンダムAGE-3
AGE-3 ガンダムAGE-3ノーマル（ガンダムエイジスリーノーマル）
第3部主役機。軍を退役したフリットが独自に開発した第3世代ガンダム。地球に侵攻しつつあるヴェイガンを迎撃するべく起動され、アセムの息子であるキオ・アスノが搭乗する。
頭部とバックパックに変形する小型航空機「コアファイター」（Aパーツ）と、「Gセプター」など胴体（ウェア）に変形する各種大型機（Bパーツ）が合体して完成する分離・合体機構を持つ。パーツ自体に機動性を持たせたことでより迅速な空中換装が可能となり、分離しての回避や撹乱といった奇抜な戦法を採ることもできる。合体後はBパーツ側の座席がコアファイター側に移動し、複座型のコクピットを形成する。本来これは実戦に不慣れなキオをサポートするために組まれた構造だが、ロストロウラン到着前に彼の習熟を確認したフリットの判断によって単座式に改装される。長期の大戦に亘り得られたヴェイガン側の技術が応用されており、1000トンを超す重MSレガンナーを持ち上げたまま飛行できるほどの膨大なスラスター推力と、複数の大型火器を同時運用できるほどのジェネレーター出力を有している。
ディーヴァのフォトンブラスターキャノンの技術が応用された主砲「シグマシスライフル」は、従来のMSの範疇を超えた破壊力を生み出す。さらにAGEビルダーが作成した追加バレルを装着することで、「小型版フォトンリング・レイ」と通称される戦略兵器「ブラスティアキャノン」となる。この形態では戦艦をも一撃で破壊する威力を発揮するが、AGEビルダーのデータが不足していたため耐久性が低く、初回の砲撃のみで砲身が自壊する。両腕の装甲内には接近戦用のビームサーベルを計2基格納する。このサーベルは、手に持つ以外にも前腕から直接ビーム刃を発生させることも可能。
オリバーノーツ市街での初陣から各地を転戦するが、次第に成長するキオのXラウンダー能力に機体の反応速度が追い付かなくなり、「セカンドムーン」周域におけるガンダムレギルスとの戦闘で甚大な損傷を受けたため、発展型であるAGE-FXへと改修される。
小説版第3部ではガンダムレギルスとの戦闘においてGセプターをぶつけて生じた隙を突いて離脱した。
AGE-3F ガンダムAGE-3フォートレス
重砲撃型ウェア「Gホッパー」と合体した陸戦形態。飛行能力を犠牲にし、脚部に内蔵された高出力ホバーユニットによって、砂漠や湿地などの不整地を高速で滑走することが可能。その総合火力はAGE-2ダブルバレットの2倍以上に達し、文字どおりの「移動要塞（フォートレス）」として戦場を席巻する。両肩と両腕に計4門装備された大型砲「シグマシスキャノン」は、単門でもシグマシスライフル以上の威力を持つ。全砲門を最大出力で開放することで、射線上に存在するすべての物体を薙ぎ払うほどの威力を発揮する。砲身自体の強度も極めて高く、接近戦では打撃武器や防御装甲としても使用され、さらに拳による攻撃も可能である。
AGE-3O ガンダムAGE-3オービタル
高機動型ウェア「Gバイパー」と合体した宇宙戦形態。背中や脚部に増設された大出力スラスターにより、加速・制動・旋回すべての機動性能が大幅に向上する。高速飛行時は、両足首が爪先立ちのように折り畳まれるのが特徴。地上戦闘にも対応可能な汎用性を持つ。主武装の長銃身砲「シグマシスロングキャノン」は、Xラウンダーの先読み能力を照準補正に利用することで、光波推進システムによって制御された疑似斥力フィールドの電磁干渉によるビームの軌道を屈折させる。これを利用して遮蔽物の影から目標を狙撃し、すぐさまその場から高速移動するという戦法をとることが可能となっている。両前腕にはノーマルウェアと同型のビームサーベル2基を格納しているが、本来は白兵戦向けのウェアではないため、実戦では僚機との連携が必要となる。
ガンダムAGE-3タングラム
『PSP版』に登場。中世の重戦士に似た格闘形態。両肩に装備された打撃兵器「ダゴンハンマー」を駆使したパワー主体の戦法を得意とする。
ガンダムAGE-3グラフト
『PSP版』に登場。装甲を何層も重ねた多重装甲による突撃形態。専用ヒートランス「シグマシス・ホーン」を主武器とする。
AGE-3L ガンダムAGE-3ラグナ
『EXA-LOG』と『PSP版』に登場。AGEシステムを介さずAGE-3のサブパイロットを務めたことのあるウットビット・ガンヘイルをはじめとする現場の技術者が得た経験とアイディアをもとに開発した幻の宇宙戦遠隔攻撃形態。肩に左右それぞれ6基ずつのファンネルコンテナを搭載しており、射出せずとも多連装レーザー砲としても使用が可能。専用のビームライフルである「ブリタニアスライフル」はシグマシスライフルよりも整備性・稼働率が高まっている。AGE-2アルティメスに影響を受けたウットビットにより、脚部が歩行機能が省略された大型スラスターとなっている。
ガンダムAGE-3ザメルガ
『PSP版』に登場。パスワード入力で入手できるようになる。海洋生物のような流線型のフォルムの近接形態。右腕に装着された専用武器「ギルト・ブレイバー」のチェインソード状の刃は、一本一本がシグルブレイドと同素材で成形されている。

##### ガンダムAGE-FX
AGE-FX ガンダムAGE-FX（ガンダムエイジエフエックス）
第4部主役機。火星圏でのAGE-3の戦闘データを基にAGEシステムが導き出した究極のガンダム。「FX」は「Follow X-Rounder（Xラウンダーに追従する）」の略で、AGE-3の反応速度を凌駕する成長を見せたキオの専用機であることを意味する。
大破したAGE-3のコアユニットに新設計のフレームを組み合わせ、徹底した軽量化とスラスター増設による機動性強化、Xラウンダー対応の新武装によりガンダムAGEシリーズ最強の性能を得ている。歴代ガンダムの特徴であるウェア換装機能は省略され、各部に設けられたハードポイントに各種武装を選択装備する方式となっている。コアファイター・システムも引き続き採用されているが、機首をMS部の背中に挿入する合体方式となり、より脱出ユニットとしての側面が強くなっている。カラーリングは、歴代ガンダムのトリコロールから赤を廃した白・青主体の配色となっている。
主武装の「スタングルライフル」は、先端のバレルを展開した高出力形態「チャージモード」への変形機構を備えており、オプションの大型バレルを合体させることで最大出力形態「ダイダルバズーカ」となる。両腕のビームサーベルは、手持ち機能を廃止した完全な内蔵式。全身各所には、ギラーガやレギルスとの交戦経験を基に開発された大型6基、小型8基の刀剣型オールレンジ攻撃兵器「Cファンネル」を装備。Cファンネルはそれ自体がシールドとしての機能を持ち、数基を密集させて防御面積を拡大させたり、一定範囲に展開することで攻防一体のビームバリアを形成する。1基を前腕のビームサーベル発振口に差し込むことで、通常の剣としても使用可能。
ラ・グラミス攻略戦直前に、新形態「FXバーストモード」が追加される。この機能は、Cファンネルの制御機能低下と引き換えに機体の機動性を極限まで高め、単機での大量撃破を可能としている。モード発動後は全身のファンネルポートから余剰エネルギーを応用した青白いビームサーベルが展開し、格闘能力も飛躍的に高まる。
小説版第4部ではフリットとエミリーの夫妻とロマリーが開発した機体となっている。そのため、AGE-3の改修型ではなく後継機という位置づけとなる。当初から隠し機能としてバーストモードが設定されており、さらにモード発動時のAGE-FXがキオのXラウンダー能力の範囲の強化と増加を可能とする「FXシステム」が追加されている。その真の機能は、Cファンネルを通してキオの想いを量子化し、人々に伝えることであるとされている。ヴェイガンギア・シドとの最終決戦では、ダークハウンドのドッズランサー、レギルスシールド、ダイダルバズーカ、両腕に固定したシグマシスキャノンを装備して出撃する。最終的にすべての武装を失うも、ウットビットの細工でコアファイターのハードポイントに搭載されていた旧式のビームダガーを用いてヴェイガンギア・シドの最終装甲を破壊し、ゼラをコクピットごと救出することに成功する。
AGE-FX ガンダムAGE-FX（Aファンネル装備型）
『US』に登場。17歳時のキオ・アスノがパイロットを務める。対ヴェイガン戦役終結後に考案されたAGE-FXの強化案のうち、6番目に開発された仕様。AGEシステムによって自動設計されていた従来の装備と異なり、ウットビットが一から設計を手掛けている。
両肩・両腰・両脛に計6基装備された「Aファンネル」は、分離後に高精度カメラと各種センサー、ドッズキャノン1門とビームトーチ（ビームサーベル）2基を備えた戦闘モードに簡易変形する。その機能はビットというよりは小型の無人MSと呼べる代物であり、Xラウンダー能力に頼らない完全な自律稼働を視野に入れた専用オペレーションシステムも開発されていた。ドッズキャノンはAGE-FX本体との合体時にも砲塔として機能し、ビームトーチはリミッターを解除することでファンネル自体を巨大な手持ちビームサーベルとすることができる。

#### ジェノアス系列
RGE-B790 ジェノアス
第1部に登場。地球連邦軍の発足と同時に配備された、主力量産型MS。頭部前面を覆うクリアブルーのバイザーが特徴で、その内部には単眼（モノアイ）式のメインカメラがある。運用領域を問わない高い汎用性を持つ。機体の基本フレームなどは作業機であるデスペラードからの流用である。銀の杯条約以降に開発されたこともあり、ヴェイガン製MSと比べ装甲や武装面で劣っている。
武装は、射撃用の「ビームスプレーガン」と、接近戦用の「ヒートスティック」だが、いずれもヴェイガン製MSの装甲の前ではまったく無力な兵器として描写されている（ビームスプレーガンによる射撃から、比較的脆弱であると考えられるコクピットやセンサーの存在する頭部を守るような描写はある）。左腕のハードポイントには、ヒートスティックのラックを兼ねた小手状のシールドを装備する。
パイロットや部隊ごとにさまざまなカラーリングや改造を施された機体が存在し、小説版では多様な武装やバリエーション機が登場する。
アリンストン基地配備機のカラーリングは、白とピンクのツートンで、このうちディーヴァに艦載されたラーガン機は「ファーデーン」滞在中に胴体装甲が二重に強化され、「ミンスリー」出港時にはドッズライフルを基に新造された「ドッズガン」を装備する。第8宇宙艦隊所属機のカラーは白とブルーグレーのツートン。
RGE-B790CW ジェノアスカスタム
第1部に登場。ウルフ・エニアクルがマッドーナ工房に改造を依頼した専用機。「白い狼」の異名に合わせた白一色のカラーリングが特徴で、ブレードアンテナとバイザー内に高精度ツインアイセンサーを持つ専用頭部、2発に増設されたバックパックのスラスターなど、一般機とは大きく異なる形状を持つ。運動性能を高めるため、あえて操作性を犠牲にした調整が施されている。
専用武装として、先端に銃剣を取り付けた「ビームスプレーガンlllB」を装備する。そのほかの武装は一般機と共通だが、シールドの表面には狼を模したパーソナルマーク（ウルフマーク）が描かれている。
劇中での戦闘シーンは第4話と第5話のみ。第8話からウルフがGエグゼスに乗り換えたことに伴い、マッドーナ工房に払い下げられる。
RGE-B890 ジェノアスII（ジェノアスツー）
第2部に登場。ウルフが搭乗していたジェノアスカスタムの制式採用型。ウルフ機ではいささか過敏だった操縦性を改善し、一般パイロットにもあつかいやすいよう調整されている。ジェノアス自体の運用実績の長さから多くのパイロットたちに支持され、後継機アデルの登場後も長く連邦軍の主力を担う。一般機のカラーリングはアリンストン基地配備のジェノアスと似た白とピンクの配色で、オブライト・ローレインが搭乗するディーヴァ所属機は白と青で塗装されている。武装は、第1部でディーヴァ陣営の量産機が装備していた物と同型のドッズガンと、シールドに格納されたビームサーベル。本機以降の連邦製MSの装甲はAGE-1なみに強化されており、ヴェイガン製MSのビームバルカン程度では致命傷を与えられないようになっている。
『MOE』では、序盤にビームアックスを装備した機体が登場している。
ジェノアスCナハト
『PSP版』に登場。パスワード入力で入手できるようになる。
RGE-B893CO ジェノアスOカスタム（ジェノアスオーカスタム）
第3部以降に登場。オブライトのジェノアスIIに近代化改修を施した機体。スラスターの増設・強化や頭部形状の変更などが行われ、二枚板バレル型のドッズライフルを装備する。カラーリングは改修前と同じ青と白のツートン。
ラ・グラミス攻防戦においてフラムのフォーンファルシアと相打ちになり、ディグマゼノン砲の照射に呑まれ消滅する。
RGE-B790CF ジェノアスフォックスカスタム
第1部の第9話と『EXA-LOG』に登場。レーサー出身の名パイロットで、「紅い狐（由来は彼の所属していたチームのスポンサーの大企業のイメージカラーが紅であり、紅い機体に乗るため）」の異名を持つフォックスがマッドーナ工房に発注したカスタム機。過剰なまでの重武装・重装甲を好むフォックスの意向により、原型機の面影が感じられないほど肥大化したシルエットを持つ。重量級の機体でありながら、両足に内蔵されたホバーユニットによって地上を高速移動することができる。武装は、機体の全高に匹敵する両肩側部の大型ビームキャノン「フォックス・ビーム」2門、警備用MSの装備をベースに出力を高めた両腰のビームガン2門、両肩上部の4連装ロケットランチャー2基。これらの武装は、用途に応じて別の装備に換装することも可能。
機体デザインはウルフ専用機の初期案を流用したもの。本編では風景の一部としてマッドーナ工房内での整備場面が登場するのみで、本格的な設定が起こされたのは『EXA-LOG』が初となる。なお、本編と『EXA-LOG』ともに白一色のカラーリングだが、これはパーソナルカラーに塗装される納品前の状態であるため。
ジェノアス タイプ791
小説版第1部に登場。アニメ本編の第8艦隊仕様ジェノアスに相当する機体で、「本国型」とも呼ばれる小改修型。頭部に60ミリバルカン砲が増設されている。アニメ本編では通常のジェノアスとの差異は明確に描かれず、同様の改良が行なわれているか否かは不詳。
ジェノアスキャノン
小説版第1部に登場。ノーマル機の背部に30センチ・レールカノンを搭載した重砲撃型。アリンストン基地や第8宇宙艦隊に配備されているほか、アンバット攻略戦にも投入される。「ノーラ」の騒乱ではガフランの装甲に傷一つつけることができないまま撃破され、その火力に期待していたフリットを戦慄させるが、アンバット攻略戦では新型の対位相転換装甲徹甲弾が装備され、必要充分な戦力が確保される。
ジェノアス訓練機
ゲーム『ゲイジングバトルベース』に登場。小説版でもマッドーナ工房に置かれているMSの一つとして名前が登場する。カラーリングは黄色と白のツートン。

#### アデル系列
RGE-G1100 アデル
第2部以降に登場。AGE-1の基本フレームとウェアシステムを採用した「量産型ガンダム」と呼べる機体。ただし、未だ技術解析が進んでいないAGEシステムは搭載されていない。頭部はジェノアスと同様のバイザー型だが、内部のセンサーはガンダムや後述するGエグゼス、Gバウンサーと同様のツインアイ方式を採用している。一般機のカラーリングは薄緑と白のツートン。ディーヴァ所属機は青と白のツートンとなっており、胸部には個体識別用の番号が描かれている。主武装のドッズライフルには高精度センサーを内蔵した新設計のバレルが採用され、狙撃モードに変形することなくAGE-1以上の命中精度を確保している。両腰のビームサーベル2基と左腕のシールドはAGE-1の物とほぼ同等品。AGE-1と異なり、ビームサーベルは全ウェア共通の標準装備となっている。
ディーヴァ所属機は、第23話ではタイタスウェア、第25話ではスパローウェアに換装しての戦闘シーンが描かれる。第3部以降では旧式化つつも現役で運用されており、後述のキャノンやマークII、Gバウンサーのテールバインダーを装備した機体なども登場する。外伝漫画『トレジャースター』では民間や研究機関などに払い下げられた機体も存在するという設定で登場する。
RGE-G1100C アデルキャノン
第2部以降に登場。キャノンウェアを装着した支援砲撃機。専用武装は両肩のドッズキャノン2門と3連装ミサイルポッド2基。両腕には小型のシールドが追加され、両膝には射撃時の姿勢安定用アンカーが内蔵されている。腰背部にはキャノンの予備カートリッジを懸架する。ウェアのカラーリングは紺色。
RGE-G1500 アデルマークII（アデルマークツー）
第3部に登場。陸上戦闘に最適化された改修機。各部の強化に加え、地上での高速走行を可能とするローラー型ダッシュユニットを脛と足裏に内蔵している。主武装のドッズライフルは、取り回しに優れた短銃身型を採用している。カラーリングは濃淡2色のグリーン。本質的には旧式機ではあるが、可変機特有の癖を持つクランシェに比べパイロットたちからの評価は高く、A.G.160年代における連邦軍の事実上の主力機となっている。小説版第3部では、重砲撃型や狙撃型といったバリエーションが登場する。半世紀に渡るAGE-1の運用や整備には中枢以外の殆どに本機のパーツが使われている。
RGE-G1500 アデルマークII（宇宙用）
第4部に登場。アデルマークIIの宇宙戦用仕様。宇宙で不要となった脚部のダッシュユニットがバーニアスラスターに換装されている。カラーリングは濃淡2色のグレー。
『MOE』では、肩部に2門のドッズキャノンを装備したタイプ（RGE-G1500C アデルマークIIキャノン）が確認できる。
『PSP版』では、アデルマークIIナスルの名称で登場する。
RGE-G1100ST アデルスタークス
『US』に登場。AGE-1用に開発されていたスタークスウェアを装着した姿。ディーヴァから別部隊に転属したアリーサとマックスを含む、3名の機体に試験的に装備され、建築途中のコロニーを狙ったヴェイガン機への対処のために運用された。

#### クランシェ系列
RGE-G2100 クランシェ
第3部以降に登場。AGE-2のデータが反映された可変型量産機。
各形態への変形は専用OSによって完全に自動化されており、機構自体もAGE-2より単純化している。頭部バイザーはジェノアス・アデルよりもやや長い楕円形状となり、内部のメインセンサーはH字型となっている。スキッドタイプの着陸脚を採用しているAGE-2に対し、こちらは重力下での離着陸を考慮した車輪型が採用されている。自力での飛行能力を持たないジェノアス・アデルタイプに比べ格段に高い機動性を持つが、ウェアシステムが採用されていないなど汎用性では劣る面もある。また、各形態の使い分けに一定の練度が求められることから搭乗を敬遠するパイロットも多く、同時期に開発されたアデルマークIIに比べ量産体制は小規模なものとなっている。
武装は飛行形態の機首を兼ねる二枚板バレルのドッズライフル、頭部内蔵式のビームバルカン2門、両前腕に内蔵された固定式ビームサーベル2基、手持ちのビームサーベル1基が格納された左腕の小型シールド。制式カラーは白とピンクのツートン。小説版第3部では偵察仕様の機体も登場する。
クランシェ・エンダ
『PSP版』に登場するクランシェのカスタム機。黒いカラーリングが特徴で高い能力を持つ。
『MOE』では、旗艦アマデウス所属のタイプとして登場する。
RGE-G2100C クランシェカスタム
部隊長用の上級機。頭頂部に1本のブレードアンテナが増設されたほか、バイザー内に1基のスリット型メインセンサー1基と六角形型サブセンサー2基が内蔵され、肩部バインダーや大腿部の形状も一般機と異なっている。左右のバインダーには、飛行形態用の可変翼と、AGE-2ダブルバレットのデータが反映されたツインドッズキャノンが内蔵されている。
主に劇中では、薄緑と白に塗装されたセリック・アビス機が登場する。
RGE-G2000X プロトタイプクランシェ
『EXA-LOG』に登場。クランシェの試作機。両肩にAGE-2ノーマルと同型の可動翌4枚を備えているが、出力制御の不具合が続出したためテストパイロットの不評を買い、制式型での採用は見送られた。主武装としてAGE-2ノーマルと同型のハイパードッズライフルを装備するが、部材の工作精度の低さから威力はオリジナルより劣っている。ただし、腰部と背部に装備された計4門のドッズキャノンと相まって、総合火力では制式型を上回っている。

#### シャルドール系列
CMS-B/67 シャルドール
マッドーナ工房が独自に製造・販売しているレース用MS。工房では顧客の依頼に応じた改造も受け付けており、その仕様サンプルも無数に存在する。数ある改造機の中でもAGE-1を参考にしたGエグゼスは例外的な存在だが、やがてその仕様もサンプルに取り入れられ、のちの「シャルドール改」に発展する。頭部カメラはゴーグル型が基本だが、GエグゼスやシャルドールMのようなツインアイ仕様も存在する。カラーリングは白と黄緑のツートン。
第9話では、マッドーナ・ファクトリーシップの格納庫で突如暴れだしたゼダスを取り押さえるべく、ムクレドがフリットとウルフに本機を貸与する。なお、このときの両者の機体は丸腰の状態となっている。第13話のアンバット攻略戦では、ムクレドに率いられたドッズガンとシールドを装備した一般機の部隊がディーヴァの応援に駆けつける。
CMS-B/67M シャルドールM（シャルドールエム）
第1部と『PSP版』に登場。アンバット攻略戦に駆けつけたムクレドの専用機。機体の全高を大きく上回る巨大なメガランチャーを装備している。カラーリングは白と赤のツートン。
CMS-F/06 シャルドールG（シャルドールジー）
『US』に登場。ウルフがレーサー時代に使用していたカスタム機。機体名のGは「GLITTER（輝く）」の略で、伝説の救世主「ガンダム」にあやかって付けられたダブルネーミングでもある。機体は競技規定ぎりぎりまで軽量化され、同じく規定値いっぱいの出力を絞り出すスラスターと自動制御機構のキャンセル化により、ウルフ以外には到底あつかえない機体となっている。バックパックには、姿勢安定用の水平翼が備えられている。カラーリングはウルフのパーソナルカラーである白に赤のアクセント塗装が施され、スポンサーである大手企業各社のロゴが随所にマーキングされている。非武装の民間機でありながら、その開発費用は軍事用のシャルドール改をも大きく上回っていたとも言われる。
RGE-C350 シャルドール改
第2部以降に登場。連邦軍向けに製造されている改修機。ジェノアスIIやアデルとともに主力機として運用され、主に民間から徴用されたパイロットたちが好んで使用している。Gエグゼスを参考に頭部や肩・バックパックの形状が変更され、これらを含む一部が白く塗装されている。新規武装として、頭部にビームバルカン2門、バックパック上部の折り畳み式ラックにビームサーベルを装備している。なお、第49話にはメガランチャー（第1部のシャルドールMの武装と同型）を装備した機体が登場している。
外伝漫画『〜追憶のシド〜』では、連邦軍のほかに反連邦勢力や宇宙海賊に流出しているという設定で登場しており、独自のカスタマイズがなされた機体も存在する。
RGE-C350S シャルドール スカウト
『MOE』と『EXA-LOG』に登場。「見えざる傘」を用いたヴェイガンの奇襲に対抗すべく設立された「ヴェイガン探知技術開発委員会」、通称「TARAC研（Target Acqui-sition）」が開発した特殊作戦機。AGE-2アルティメスを始め「見えざる傘」の探知手段を確立しつつあった連邦軍だが、それでも完全な捕捉には至っておらず、ヴェイガンの奇襲戦法の前に甚大な被害を出し続けていた。そこで、捕捉が難しいのであれば、敵の存在が予想される座標に偵察用MSを搭載した高速艇を直行させるという、割り切った発想の基で生み出されたのが本機である。本機は少数で敵勢力圏内に侵入し、戦闘を行いつつ情報収集、任務完了と同時に速やかに離脱する威力偵察を目的としている。このため機体には高い生存性が求められ、通常のシャルドールよりも厚い装甲と強力なスラスター、高威力かつ敵の撹乱に適した特殊装備が追加されている。主武装の実弾式コンバットライフルは、赤外線による探知を防止すべく低排熱の特注品を採用。右肩には、通常弾のほかにビーム拡散弾やセンサー撹乱用の高分子放出弾を装填可能な多目的ランチャー、左肩には、弾幕形成用の4連装ミサイルランチャーをそれぞれ装備。シールドは取り回しに優れた小型タイプに変更されている。
『MOE』では、ガンダムレギルス（ゼハート専用カラー）とダークハウンドの決戦時、シャルドールスカウトらしき機体の残骸が宇宙空間を漂っているシーンが確認できる。
BMS-003 シャルドール ローグ
宇宙海賊ビシディアンが運用するカスタム機。#シャルドール ローグを参照。

##### Gエグゼス系列
WMS-GEX1 Gエグゼス（ジーエグゼス）
第1部に登場。AGE-1を超える高性能機を求めていたウルフ・エニアクルが、マッドーナ工房に製造を依頼したカスタム機。同工房製のシャルドールをベースに、ウルフがディーヴァから無断で持ち出したAGE-1のデータを投じて完成した。機体名にはガンダムの頭文字である「G」が冠され、頭部のツインアイなどガンダムを強く意識した形状を持つ。カラーリングはジェノアスカスタムと同様の白一色。
バックパックは2基の大出力スラスターを備えた専用品に換装され、コロニー重力下での高高度跳躍を連続して行うことができる。パワーにおいてもバクトと互角の水準を確保しているが、機体の設計図を見たフリットの発言によれば、関節の機構や柔軟性ではAGE-1に劣るとされる。のちにマッドーナ工房によって量産化され、さらなる改修を施した上で宇宙海賊などの非合法組織に供給される。
武装は、ドッズライフルと同等の威力を持つ専用ビームライフル、バックパックの高出力ビームサーベル2基、頭部に固定装備されたビームバルカン2門、両腰に内蔵されたミサイルポッド計4基。防御装備として、表面にウルフマークが描かれたシャルドール純正のシールドを携行する。ウルフはビームサーベル2基を駆使した二刀流戦法を好み、この戦法を「狼の牙（ウルフファング）」と命名する。
BMS-004 Gエグゼス ジャックエッジ
宇宙海賊ビシディアンが運用するカスタム機。#Gエグゼス ジャックエッジを参照。

#### Gバウンサー系列
WMS-GB5 Gバウンサー（ジーバウンサー）
第2部に登場。A.G.140年時におけるウルフの搭乗機。機体名や外観からGエグゼスの後継機と見られることも多いが、こちらは直接AGE-1の設計を基に開発されたため、構造的には別物と言える機体である。同じくAGE-1を母体とするアデルとは一定の互換性を持つが、こちらはウェアシステムを廃止し、スパローウェアを参考にした機動性重視の仕様に固定されている。その証拠として、脚部形状がスパローに酷似している。背中には、側面に2基の開閉式バーニアスラスターを備えた一対の大型テールバインダーを持つ。
武装は専用ドッズライフルと両腰のビームサーベル2基、ウルフマークを模した左腕のシールド。シールド先端には鉤状のシグルブレイドが取り付けられており、取り外して手持ち武器として使用することもできる。
HMS-005 ティエルヴァ
マッドーナ工房が開発したXラウンダー用の強化発展機。HMS-005 ティエルヴァを参照。
BMS-005 Gサイフォス
宇宙海賊ビシディアンが運用するカスタム機。BMS-005 Gサイフォスを参照。
テスト用MS
第4部・第42話のジラード・スプリガン（レイナ・スプリガン）の回想シーンで登場。彼女と同僚兼恋人であったジラード・フォーネルがテストパイロットを担当していた機体で、頭部と装備以外はウルフ機と同一の外見。カラーリングは薄緑と白。なお、この機体の名称が「Gバウンサー・デオス」であるとする公式資料も存在する。
Gバウンサー・デオス
『PSP版』に登場。外見はGバウンサーと同一で、上記のテスト用MSとほぼ同じ配色。本編の設定の中にも存在していることが明らかになっており、ティエルヴァよりも前に開発されたXラウンダー専用の実験機であるとされている。
RGE-2300XR パイオニアα（パイオニアアルファ）
小説版第3部に登場。Xラウンダー用に少数生産された改修機。ビッグリングに迫るヴェイガンを迎撃すべく6機が投入されるが、そのほとんどがゼハートのギラーガ1機にたやすく撃破される。

### 地球連邦軍の艦艇
ディーヴァ
各世代に亘り主人公達やガンダムの母艦となる宇宙戦艦（大気圏突入や大気圏内の飛行も可能）。前方に艦載機用カタパルトを持つ薄いくさび状の外観が特徴。武装は主砲となる甲板上の連装ビーム砲（艦橋の両横の赤い部分にも格納式の砲塔が存在し、強襲揚陸形態では後方へ砲門が向いた状態で露出する）や、ビーム撹乱弾などの各種弾頭を射出する船体上部のミサイル発射基、多数の対空ビーム砲など。カラーリングは白基調のトリコロール。のちにAGEシステムが提案したプランを基に大規模改装が施され、カタパルトを左右に分割した双胴型の強襲揚陸形態への変形機構と、AGEビルダー自体を主機とした大出力特装砲「フォトンブラスターキャノン」が艦体中央に搭載される。改装後は一貫して強襲揚陸形態で運用される。メカニックデザインは寺岡賢司が担当。
第1部のA.G.115年時は連邦軍本部所属の新造艦で、艦長はディアン・フォンロイド大佐。しかしフォンロイドは、「ノーラ」襲撃の混乱に乗じてグルーデック・エイノア中佐に拘束され、彼に艦長の座を奪われる。「ノーラ」脱出時にAGEビルダーを回収し、以降はガンダムの基幹たるAGEシステムの一端を担う。アンバット攻防戦直前に、「ミンスリー」にて先述の大改装が施される。
第2部のA.G.140年代初頭でも現役で運用されている。中佐に昇進したミレース・アロイを艦長に、第1部のクルーの一部が引き続き乗艦している。搭載する量産型MSのカラーリングは青で統一されている。「ノートラム」攻防戦では、円環状に配置されたデバイスの間にフォトンブラスターキャノンを撃ち込み、威力と射程距離を増幅させる戦略兵器「フォトンリング・レイ」の中核として運用される。
第3部のA.G.164年では老朽化が進んだため、予備役あつかいでオリバーノーツ基地に動態保存されていた。しかし、その戦闘力はなおも健在で、特にフォトンブラスターキャノンの威力はヴェイガンにとって最大の脅威である。ヴェイガンの侵攻を受けて再び前線復帰し、艦長のナトーラ・エイナス大尉（赴任後は戦時少佐）を初め寄せ集め的に選出されたクルーたちが乗り込む。 以降は連邦戦力の核として戦い抜くが、第4部でラ・グラミスの注意を引き付ける囮として乗り捨てられ、全クルーの退艦が済んだ直後にディグマゼノン砲に呑まれ消滅する。フリットは長らくともに戦い抜いてきたディーヴァに深い思い入れを抱いており、その最期には敬礼とともに感謝の言葉を述べる。
アマデウス
第2部・第4部に登場。ディーヴァの改良発展型にあたる同型艦。艦長はフレデリック・アルグレアス。ディーヴァよりもやや大型な船体でカタパルトが3基に増設され、主砲塔の数もディーヴァと比べ前部に3基、後部に3基、両側面に2基、下部に2基と大幅に増設されている。カラーリングは群青色と白のツートン。ビッグリング攻防戦および「ノートラム」攻防戦に参加する。連邦軍の艦隊旗艦を務める（第26話でディーヴァにその座を移譲するが、第4部では再び艦隊旗艦を務めている）。ディーヴァのような強襲揚陸形態への変形機構は搭載されていない。第4部ではディーヴァとともにルナベース奪還やラ・グラミス攻略に赴く。
ダーウィン級宇宙戦艦
連邦軍の主力戦艦。本編第1部から150年前の、「マーズバースディ計画」当時に存在した艦艇に類似した外見を持つが、当時の艦艇と異なり、縦列双胴式で上下対称な艦体が特徴。ディーヴァ級よりも以前から就役している。武装は連装ビーム砲（上部に2基、両側面に4基、下部に3基）やミサイルランチャー。僚艦同士の射撃システムをリンクさせることによって、複数艦による斉射を行うことができる。カラーリングは青。第2部でも連邦軍の主力艦艇として現役で運用されている。   
ブリッツ、ヘイローズ、ウォーデン
第12話に登場。第8宇宙艦隊・特殊分遣隊所属艦。ストラー・グアバランの指揮のもと、ディーヴァを捕えるべく「ミンスリー」に派遣される。このうち、グアバランの座乗艦はブリッツ。
ディヤウス級航宙戦艦
第3部・第4部における連邦軍の主力戦艦。船体形状はディーヴァ級の設計思想を受け継ぎ、よりコンパクトにまとめられている（ダーウィン級のような双胴式ではなくなった）。主砲塔は前部に2基、後部に1基、下部に1基搭載する。カタパルトデッキは艦中央部の1基のみ。カラーリングは青緑。
ファラデー、スタイルズ、ベイカー、エリオット
第46話に登場。ラ・グラミス攻防戦でディグマゼノン砲の直撃を受け撃沈された。この内、1艦はアマデウス級（ディーヴァ級量産型）。
ディーヴァ級宇宙戦艦
第4部に登場。ディーヴァ級は多数の同型艦が建造・量産されており、A.G.160年代でも第一線級として運用されている。ラ・グラミス攻略に向けて集結した連邦艦隊の中に、カラーリングの違う本級（オレンジ、ダークブルーなど）が複数隻確認できる。なお、強襲揚陸形態への変形機構も搭載されているが、フォトンブラスターキャノンが装備されているかどうかまでは不明。

### その他の地球連邦軍の兵器
ウェイボード
第3部に登場。大気圏内飛行能力を持たないMSの支援を目的とした無人輸送機（サブフライトシステム）。立方体状の胴体の四方に配置された高出力スラスターにより、上部にMS1機を搭載しての垂直離着陸や巡航飛行、および戦闘機動を可能としている。機体制御は搭乗MSのコクピットから行われるが、単体での自動飛行も可能。
劇中では、ジェノアスOカスタムやアデルタイプなどの非変形型MSが搭乗する。また、ロストロウラン内部に遺棄されたプラズマ粒子爆弾内蔵のウロッゾを無人の当機に積載し、上空で爆破処理される場面がある。ビシディアンも同型の機体を保有しており、主にコロニー潜入任務に使用している。

## ザラムとエウバ
第1部に登場。スペースコロニー「ファーデーン」内で抗争状態にある「ザラム」と「エウバ」が保有している兵器。当初は互いに敵対していたが、ヴェイガンの襲撃を受けたことをきっかけにディーヴァ陣営に加勢し、ファーデーン・ミンスリー・アンバットの戦闘に参加する。

### ザラムとエウバのMS
両陣営のMSは、ヤーク・ドレ（ギーラ・ゾイ）からもたらされたデータを元にマッドーナ工房へ外注生産する形で調達されている。両陣営の機体とも、過去の戦争に用いられた旧型機で:160頁、コロニー国家戦争で「ザラム連合」と「エウバ同盟」が使用していた戦闘用MSに酷似した外観を持ち、頭部カメラもモノアイ型となっている。基本性能は連邦軍の量産機を上回っており、「ザラム」側の機体はパワー、「エウバ」側の機体は機動性に秀でているとされる。しかし、実体弾やヒート系武装が主体のため、ヴェイガン製MSの装甲の前には無力に近い。アンバット攻防戦前では、エルメダやゼノ、ジラの武装がドッズガンとビームサーベルに変更され、攻撃面でヴェイガンに対抗可能となる。外伝漫画『トレジャースター』では、両陣営ともに宇宙海賊などに流出した機体も存在するという設定で登場する。
メカニックデザインは寺岡賢司が担当。両勢力のMSは、一連のガンダムシリーズにおけるザクやグフ系統を彷彿とさせるデザインで描かれている。
CMS-223Z ジラ
「ザラム」の量産型MS。武装はジラマシンガンZ06や投擲するグレネード、格闘用にヒートホークを装備する。また、ザクIIなどの物に似たL字型のシールドを持つ（通常は左肩に装着する）。カラーリングはこげ茶色。
CMS-223G ガラ
「ザラム」のリーダー、ドン・ボヤージが搭乗するカスタム機。マシンガン内蔵のモーニングスターを主武装とする（星球先端のスパイク部分に銃口がある）。シールドはジラと同型だが、スパイクが付いている。カラーリングは黄土色。
CMS-574X ゼノ
「エウバ」の量産型MS。武装はゼノマシンガンE15や投擲するグレネード、格闘用にスピア（先端部にはマシンガンが内蔵されている）を装備する。また、菱形状のシールドを持つ。カラーリングはダークブルー。
CMS-574E エルメダ
「エウバ」のリーダー、ラクト・エルファメルが搭乗するカスタム機。両肩のスパイクアーマーが特徴。主武装は両刃剣状のヒートソード（後にガフランとの戦闘で一度折られてしまっている）。シールドはゼノと同型。カラーリングは薄紫。

### ザラムとエウバの艦艇
両陣営の艦とも地球連邦軍のダーウィン級に酷似しているが、下部にカタパルトを持つ上下非対称の形状となっているのが特徴である。第6話のコロニー国家戦争の回想シーンでは、両陣営の旗を背景に同型艦が登場する。
スィン・ルン級重巡洋艦
「ザラム」の巡洋艦。ダーウィン級やカルセドニー級よりも大型の艦橋構造物を有す。武装は連装ビーム砲（上部に3基、両側面に4基、下部に1基）やミサイルランチャー。カラーリングは緑。
カルセドニー級巡洋艦
「エウバ」の巡洋艦。下部のカタパルトデッキがスィン・ルン級より大型で、艦橋はダーウィン級と同形状。主砲塔は上部に2基、両側面に4基、下部に1基搭載する。カラーリングは紫。

## 宇宙海賊ビシディアン
第3部以降と『〜追憶のシド〜』、『US』に登場。連邦軍への海賊行為や民間人の救済・支援を生業とする義賊集団「ビシディアン」が保有する兵器群。主に連邦軍や民生のMS・艦艇で構成されており、マッドーナ工房による独自の改造が施されている。宇宙空間での低探知性を重視した黒・グレー基調のカラーリングと、髑髏をモチーフとした中世の海賊らしい意匠が特徴。破損したヴェイガン艦から得た技術により、視覚的・電波的にその身を覆い隠すステルスシステム「見えざる傘」を標準装備している。MSは頭部カメラアイなどに強烈な光を発する眩惑装備「フラッシュアイ」を内蔵している。
シャルドール ローグとGエグゼス ジャックエッジ、バロノークは第3部開始に先駆けて公式外伝「追憶のシド」で先行登場し、アニメ本編と外伝を繋ぐクロスオーバー的な位置付けにある。

### 宇宙海賊ビシディアンのMS
AGE-2DH ガンダムAGE-2ダークハウンド
AGE-2のカスタム機。ダークハウンドの節を参照。
BMS-003 シャルドール ローグ
シャルドール改を改修した量産機。「ローグ」は「悪党」を意味する。口元が髑髏の歯を模したデザインとなっている。主武装は右腕と一体化した固定火器「ドッズバスター」と、斧状のビームサーベル系武装「ビームアックス」。
BMS-008 ローグバット
『EXA-LOG』に登場。連邦とヴェイガンの戦争終結後、連邦政府は宇宙資源探査を太陽系一円にまで広げ、それに目を付けたキャプテン・アッシュ（アセム・アスノ）がバロノークに残されていたシャルドールローグをマッドーナ工房にて改装した機体。頭部に小惑星の地表面の紫外線・赤外線をモニターするセンサー、背部に広範囲が探査可能な能動型電波センサー機能を持つコウモリの翼状のウィングと長時間行動が可能なプロペラントタンクを搭載し、右腕には武器としてだけでなく、出力調整で採掘・削孔工事やビームを撃ち込むことで爆破地震動測定により地層解析も行える「多目的ビーム射出システム」を持つ。本機は後に資源探査をするパイロット達から「ナースメイド（世話焼き役）」と呼ばれる程の信頼を勝ち取り、ビシディアン以外の宇宙探査事業にも技術が転用された。
BMS-004 Gエグゼス ジャックエッジ
Gエグゼスを改修した量産機。ビシディアンの思想に賛同したマッドーナ工房によって製作、量産化された機体。主に熟練パイロット用の上級機として運用されている。髑髏の歯と海賊帽を模した頭部形状が特徴。主武装は銃身下部に銃剣が取り付けられた「ドッズライフルIIB」と、斧状とピック状の2種類のビーム刃を発生する「ビームトマホーク」。
BMS-005 Gサイフォス（ジーサイフォス）
『〜追憶のシド〜』と『PSP版』に登場。Gバウンサーの設計を母体としたカスタム機。組織の若頭に相当するエースパイロットのみに与えられる機体であり、有望な若手であるウィービック・ランブロの事実上の専用機である。外装以外はほぼ原型機と同一構造だが、武装の汎用性をあえて犠牲にすることで近接戦闘時の攻撃力を高めている。耳のように突き出た海賊帽のような頭部形状から、組織内では「つば付き」と通称されている。
ムクレド自らが設計を手掛けたカットラス型高出力ヒートソードは、ビームサーベルに勝るとも劣らない破壊力を持つ。左腕には、可動式のフックを備えた固定火器「ドッズバスターH」を装備する。EXA-DBを守護する謎の大型機動兵器「シド」を破壊するため自爆し、跡形もなく四散する。
BMS-005SS Gサイフォス（スネークソード装備型）
『US』に登場。Gサイフォスが専用武器のスネークソードを装備した形態。マッドーナ工房製のマニピュレーター部分はアタッチメント方式で、状況により多彩な武装へと換装することができる。蛇腹状の特殊なヒートソード「スネークソード」は近接戦闘で相手を幻惑し、イニシアティブを取りやすい。また、シールド部分にはビームガンと3本の鉤爪状の大型クローが設置され、海賊らしい威圧感や破壊力を持った機体に仕上がっている。

### 宇宙海賊ビシディアンの艦艇
バロノーク
ビシディアンの母艦。ディーヴァ級に類似した外見で、両舷に計2基のカタパルトデッキ、艦首部に赤い鋭利な刃物状の構造物を持つ。武装は主砲となる3連装ビーム砲（前部に2基、後部に1基、両側面に2基）や船体各所の対空ビーム砲。船体横には髑髏のマーキングが施されており、船体上部と下部のフィンにはマストが張られている（海賊としての「意匠」らしい）。
ヴェイガンの艦船の残骸から発見したステルスシステム「見えざる傘」を修復して搭載している。元々は、地球連邦軍の新鋭艦だったことが『〜追憶のシド〜』にて明かされている（ビシディアン側が強奪した）。

## UE / ヴェイガン
第1部ではその正体が不明であるために地球圏の人々から「UE」（ユーイー、Unknown Enemyの略称）と呼ばれ、その正体が明かされている第2部では自ら「ヴェイガン」を名乗る、火星移民の末裔たちが用いる兵器群。コロニー国家戦争期の軍事データバンク「EXA-DB（エグザ・ディービー）」からもたらされた技術の一部を土台としており、地球圏の兵器をはるかにしのぐ技術レベルを有している。
メカニックデザインは後述するマッドーナ工房製のティエルヴァを除き、全て石垣純哉が担当。

### UE / ヴェイガンのMS
生物的な曲面主体の形状が特徴で、多くの機体が尻尾状のパーツと、親指と小指が同じ長さとなった左右対称形のマニピュレーターを持つ。物語当初は機械とも生命体ともつかない描写がなされているが、第14話以降から頭部にコクピットを持つ有人機であることが明かされる。コクピット内部は全天周囲モニターのような内装になっている。連邦側に機体の素性や技術が漏出するのを防ぐべく、損傷などで機能不全になった部位は自動的に分離・自爆する構造になっている。指揮官クラスのパイロットは、個人の好みに合わせた乗機の選択や改造、パーソナルカラーへの塗装などが認められている。
第1部の時代では、地球圏内のヴェイガンの拠点が連邦領内から比較的離れていたため、長距離飛行能力を持つ可変機が主力として運用されている。これらの機体に共通する特徴として、腰にコウモリの翼のような可動式スタビライザー、それとバーニアから放たれる光波推進を持っている。一方で、本格的な地球侵攻を想定した局地戦用機や、Xラウンダー対応の特殊機の開発も並行して進められていた。第2部の時代では、ヴェイガンの勢力圏拡大に伴い長距離移動の必要性が薄れたため、より純粋なMSとしての能力を追求した非変形機が主流となる。体型も可変機に比べて人型に近くなっているほか、不要となった腰部のスタビライザーは通常のスカートアーマーとなり、背中には小型の翼を持つ。第3部では大規模な地球侵攻作戦が展開され、従来機の改良型に加え、人型の枠にはまらない異形の新型機が多く投入されていく。ヴェイガン製MSの多くがドラゴン型などの異形の姿をしているのは、初期の火星開拓民が使用した火星開拓用工作機械のシルエットが「ドラゴン」に見えたため、それをヴェイガンのシンボルとしたからである。
武装の大半は固定装備となっており、両掌にはビームサーベルの発生器を兼ねたビームバルカン、腹部には拡散または集束型のビーム砲が内蔵され、尻尾もビームライフルや剣として機能する。第1部登場の機体は特にこの傾向が強く、「コロニーデストロイヤー」などの大型兵器を除き、手持ちの武装は装備していない。第2部からは、手持ちの銃器を持つ機体が登場するようになる。
その装甲は第1部における連邦軍の大半の通常火器を寄せ付けないほど強靭で、AGE-1のドッズライフルやビームサーベルが完成して初めて対処が可能となる。第2部では、装甲表面に特殊な電磁シールドを展開する機能が標準装備され、同時期の連邦軍の火器に対し再び優位を得る。ただし、展開は一部分のみに限られており、防御姿勢を取る必要があるため使い勝手はよくない。また、打撃など物理的な衝撃までは無効化できない。
第1部の劇中では第14話まで機体固有の名称で呼ばれることがなく、「MS型」という呼称で総称されている。
第2部では連邦軍からも機体固有の名称で呼ばれている。
機体ごとの型式は、数字ではなく主に小文字のアルファベットの組み合わせによる認識コードで記されている（ただし、連邦軍からヴェイガン所属となったティエルヴァは除く）。これらは当初未公表だったが、のちに刊行された書籍やプラモデルのパッケージ・組立説明書などで表記されるようになった。

#### ガフラン、ドラド系列
ovv-f ガフラン
初期の主力可変機。「ドラゴン型」と呼ばれる、翼付きの獣のような飛行形態に変形する。この姿のままでも陸上での歩行や戦闘が可能。カラーリングはダークブルーを基本とするが、パープルなど異なる塗装の機体も存在する。
「天使の落日」での投入を手始めに、連邦軍の兵器群をまったく寄せ付けない性能を発揮するが、AGE-1のドッズライフルや、その技術を応用して作られたドッズガンが一般のMSに普及するようになると、相対的に優位性を失う。第2部以降も現役で運用されている。
ovv-fl ガフランL（ガフランエル）
第1部と『PSP版』に登場するガフランの上位機。カラーリングはパープル。
Flight Unit 02 Everse System ガフランマーズフェザー
『EXA-LOG』に登場。火星圏の死病「マーズレイ」を無効化するための「イヴァースシステム」を構成する「マーズフェザー」のために、連邦とヴェイガンの戦争終結後に余剰となっていたヴェイガン製のMSを使って開発された機体。ガフランだけでなく、「バクトマーズフェザー」など多くのバリエーションがある。何れの機体も「磁場展開装置内蔵ユニット」を背部に装備し、太陽プラズマや自機が発生する磁場に対する「対プラズマ対磁場コーティング」が施されている。全体が白いカラーリングのためか、「天使のモビルスーツ」と呼ばれることもある。
ovv-a バクト
重装甲型の可変機。A.G.140年以降の機体に標準装備される電磁装甲を初めて採用した機体で、ドッズライフルのビームをも拡散・無効化する。近接戦闘に特化しており、ほかの機体を凌駕するパワーを持つ。胸部にある星型の部位からは体当たり用の5連装ビームスパイクを発生可能。ガフランと同じドラゴン型の飛行形態に変形するが、こちらは脚部が鳥脚状にならずに脛の装甲が前後に展開する。カラーリングは濃淡グリーンのツートン。
第1部では「ファーデーン」での戦闘を手始めに多数が投入され、AGE-1のタイタスウェア開発のきっかけとなる。第2部以降でもガフランとともに現役で運用されており、胸部のビームスパイクの形状が鉤爪状となるなど若干の変更が加えられている。
ovm-e ドラド
第2部以降より登場。開発そのものはガフランと同時期で、構造も共通点が多く姉妹機といえる機体であるが、地球圏で存在が確認されたのはA.G.140年代である事から、連邦軍ではガフランの後継主力機と見做している。変形機構を廃止することで、陸上での運動性能を高めている。オプション武装として、三連ビームバルカンやミサイルランチャーが内蔵されたシールド状の兵装を両腕に装着することが可能。カラーリングはパープルを基本としつつ、指揮官機など異なるカラーリングやカスタマイズが施された機体が存在する。
第2部開始より複数機が登場し、ダズ・ローデンやイゴール・エバンスが搭乗する。第3部でもダナジンやレガンナーとともに現役で運用されている。
ovm-el ドラドL（ドラドエル）
指揮官クラスが搭乗する上位機。一般機から頭部の形状が変更され、腕部にオプション武装を標準装備している（劇中では主にミサイルランチャーを使用している）。マザト・ラングレ隊の指揮官や、「ノートラム」攻略戦でのダズの搭乗機として登場する。カラーリングは黄緑。
xvm-mzc ゼイダルス
第2部の第28話のみ登場。地球潜伏時におけるメデル・ザントの専用機。四肢や胴体形状などはドラドと同形状、もしくは類似しているが、こちらは尾が蛇腹状で、頭部のセンサースリットが縦三本式となっている。専用武装は、両手のシグルクローと尻尾先端のシグルブレイド。地球側の技術であるシグルブレイドがこの機体で使用されている理由は、ヴェイガンと密約を交わした地球の企業・組織を通じて流出したからである。シグルクローはゴメルやウロッゾにも継承された。
連邦首相フロイ・オルフェノアを抹殺すべく部下とともに首都ブルーシアを襲撃するが、AGE-2に撃破される。『PSP版』には登場せず、小説でもAGE-2に敗北した描写のみで直接の戦闘描写が存在しない。

#### ゼダス系列
xvv-xc ゼダス
第1部に登場。Xラウンダー用に開発された高機動型可変機で、デシル・ガレットの実質的な専用機。連邦側からはガフランの後継機、または上位機と目されている。コーン状に突出した胸部を機首に、頭部と両腕が露出したジェット機のような飛行形態に変形する。その機動性は現行コンピューターによる予測を大きく上回り、スパローウェアが開発される前のAGE-1を幾度も苦しめた。コーンの下部にはビームキャノンが内蔵され、尾はビームサーベルを上回る切断力を持つ実体剣「ゼダスソード」となる。ゼダスソードは掌のビームバルカン銃口を刀身の後端に差し込み、掌に吸い付けるような形で保持する。また、他のMSを遠隔操縦する機能を持っている。カラーリングはダークグレーとブラウンのツートン。
xvv-xcr ゼダスR（ゼダスアール）
第2部に登場。よりXラウンダーへの適応性が高められた小改良型。一部の装甲色がブラウンから赤に、胸部のセンサーの色が赤から緑に変化している以外は外観上の変化はない。「トルディア」に潜伏中のゼハート・ガレットの専用機として運用されるが、やがて彼の能力に機体の反応速度が追い付かなくなったため、後継機のゼイドラに役目を譲る。
xvv-xcm ゼダスM（ゼダスエム）
8名で構成されたXラウンダー部隊「マジシャンズ8」の専用機。装甲の一部が黄色で塗装され、胸部のセンサーの色が赤くなっている以外は、ゼダスRとまったくの同型機である。
xvv-xcc ゼダスC（ゼダスシー）
『EXA-LOG』に登場。ガンダムへの雪辱に燃えるデシルの主導により製造された改修機。バックパック右側に大型砲「ゼダスキャノン」、左側に高性能レーダーシステムが増設され、従来のゼダスにはなかった長距離砲撃能力が付与されている。装備分の重量増加による機動性低下を抑えるべく、各部のスラスターも強化されている。
xvv-xcv ゼダスV（ゼダスブイ）
『PSP版』に登場。装甲色がやや緑がかっている以外はゼダスとほぼ同型。

#### ファルシア系列
xvb-xd ファルシア
第1部第14話に登場。アンバット攻防戦で投入されたXラウンダー専用機。ほかのヴェイガン機に比べ二回りほど小柄で、ピンクのカラーリングが基調の女性的な体型をしている。最大の特徴は、別の機体に搭乗したXラウンダーの思考波を、本機のパイロットが受信・増幅して遠隔操作される点で、この場合本機のパイロットは必ずしも操縦訓練を受けた者である必要はない。端的に言えば、本機はそれ自体がMSサイズのビット兵器であり、パイロットはアンテナに相当する生体部品と見なすことができる。通常の運用では、思考波の受信補助を兼ねた台座型の推進装置「ファルシアベース」に乗って行動する。専用武装は、背中に装備された実体剣「ファルシアソード」と、花状の遠隔誘導ビーム砲「ファルシアビット」5基。ファルシアビットは多方向からのオールレンジ攻撃が可能で、複数のビットを連結させることでより高出力のビームを発射する。
ヴェイガンに拉致されたユリン・ルシェルを生体端末として起動され、デシルのゼダスに操られるままAGE-1スパローを追い詰めるが、最期はAGE-1をかばってゼダスソードに貫かれ、ユリンもろとも爆散する。
xvb-fnc フォーンファルシア
第4部に登場。フラム・ナラが搭乗するファルシアの発展機。カラーリングが薄いピンクとなっている以外は、原型機と形状の違いはない。フラム自身は正規教育を受けたパイロットであるため、遠隔操作の補助装置であるファルシアベースは除外されている。新規武装として、格闘戦用の鞭状ビームと射撃用の散弾状ビームを発生する「フォーンファルシアバトン」を装備している。さらにバトンの先端に5基のビットを合体させることで、砲撃力を高めることができる。
ラ・グラミス攻防戦においてオブライトのジェノアスOカスタムと相打ちになり、ディグマゼノン砲の照射に飲まれ消滅する。

#### デファース系列
xvm-gz デファース
第1部終盤に登場。地球侵攻用に開発された陸戦用試作機。異様に長い脚部を持つ巨大な胴体に、通常サイズのMSの上半身が埋没したような形状を持つ。腹部の「デファースキャノン」を初め、全身に火器が満載されている。カラーリングは暗緑と黄色。アンバット内部に侵入したAGE-1を迎撃するべく、司令官のギーラ・ゾイが自ら搭乗する。宇宙戦には非対応ながらも、Xラウンダーの能力を擬似的に再現する制御システム「サイコメット・ミューセル」と要塞内部という地の利を活かしてAGE-1と互角に渡り合うが、決定的な好機をGエグゼスの乱入によって妨害され、AGE-1のビームサーベルで腹部を貫かれ破壊される。
ovm-lce レガンナー
第3部以降より登場。デファースの制式採用型。原型機からさらなる重武装化が施され、移動式の火薬庫と呼べる機体となっている。背部に2門のビームキャノンを追加した他、2基のジェネレーターも装備された。実戦ではその火力を活かした支援砲撃を主任務とする。原型機と異なり、地上だけでなく宇宙空間での運用も可能となっている。

#### ゼイドラ、ギラーガ系列
xvm-zgc ゼイドラ
第2部に登場。Xラウンダーとして本格的な覚醒を迎えたゼハート・ガレットの専用機。装備構成などはゼダス系の流れを汲みつつ、同時期に開発されたドラドの設計も積極的に採用されている。その性能はA.G.140年代におけるXラウンダー専用機の到達点と評され、ゼハートの技量と相まってドラドの3倍以上の速度で行動することが可能。しかし、それでも全力のゼハートの能力を受け止めるには負荷が重いため、彼は仮面状の制御デバイスを装着することで能力を抑えている。専用武装はビームサーベル内蔵の手持ち銃器「ゼイドラガン」と、ゼダスソードと同じく背部に取り付けられた実体剣「ゼイドラソード」、ハイパードッズライフルに匹敵する胸部の高出力火器「ビームバスター」。カラーリングは、ゼハートのパーソナルカラーである真紅に黄色のアクセント。
『MOE』では、ゼイドラの赤（カラーリング）は「火星の赤」だということ。また、仮面状の制御デバイスはXラウンダー能力を安定化し、それを機体に伝達するという説明・解説がされた。
キール・ゼイドラ
『PSP版』に登場。パスワード入力で入手できるようになる。
xvm-zgc ジルスベイン
第4部に登場。ラ・グラミス攻防戦に投入されたXラウンダー部隊の主力機。ディーン・アノンの搭乗機でもある。ゼイドラをベースに、ビット兵器用のXトランスミッターが搭載されている（ビット自体は搭載されていない）。カラーリングはクロノスとほぼ同じ。
xvm-dgc クロノス
第2部に登場。砲撃戦に特化したゼイドラの姉妹機。成人したデシル・ガレットが搭乗する。専用武装は両肩のビーム砲「クロノスキャノン」2門と、ビームサーベル内蔵の手持ちガトリング砲「クロノスガン」、ゼイドラと同型の「ビームバスター」。ゼダスと同様に、ほかのMSを遠隔操縦する機能を持つ。カラーリングは黒に黄色のアクセント。
アセムとの交戦の中で彼を庇ったウルフを撃墜するが、ウルフを殺された怒りに燃えるアセムの猛攻の前に敗れ、デシルもろとも爆散する。 
シーラ・クロノス
『PSP版』に登場。パスワード入力で入手できるようになる。「トルージンベース」への侵攻作戦に投入された実験機「ウィゲル」によって得られたデータを基に開発された「クロノス」のカスタム機。
xvm-dfc ウィゲル
『EXA-LOG』と『PSP版』に登場。ゼダスCを発展させた砲撃機。のちのクロノスの前身機であり、「プロトタイプクロノス」とも呼ばれる。パイロットはマジシャンズ8結成前のドール・フロストが務める。主武装は背部から延びた2門と両腕と一体化した2門、計4門の長距離砲「ウィゲルキャノン」。全体の形状はクロノスへと継承されているが、こちらは前腕が異様に長く、手足やバックパックに血管のような赤いコードが露出している。
xvt-zgc ギラーガ
第3部以降に登場。ゼイドラに次ぐゼハート・ガレットの専用機。元々指揮官用に開発されていた実験機をベースに、ゼイドラと同じ機動性重視の調整と真紅のパーソナルカラーが施されている。ダナジンなどの異形機が主力となっているA.G.160年代のヴェイガン機の中では珍しく、汎用性の高い人型機として設計されている。
主武装の双頭槍「ギラーガスピア」は、両端から鎌状や槍の穂先状のビーム刃を発生するほか、2本の短槍に分割したり、先端からビームを発射する機能も併せ持ち、回転させることでシールドとしても使用可能。腰背部に装備された多関節構造の尾「ギラーガテイル」は、取り外すことで手持ちの鞭としても使用される。胸部中央には、シグマシスライフルと同等の威力を持つ強化された「ビームバスター」を内蔵している。のちに新開発の脳波操縦システム「Xトランスミッター」と、それに対応した遠隔誘導兵器「ギラーガビット」を増設した「モードX」仕様に改装される。ギラーガビットは左右の肘・膝・ウイングのクリスタルパーツから無数の胞子状ビットを散布し、目標を包囲・殲滅する。Xトランスミッターの出力を上げることでビットの制御数を増やすことが可能だが、パイロットの負荷も増大するため推奨されていない。
ルナベース攻防戦にて、暴走状態となったティエルヴァの無差別攻撃を受け半壊する。
xvt-rlc ギラーガ改
第4部に登場。ラ・グラミス攻防戦におけるレイル・ライトの搭乗機で、ゼハートが搭乗していた機体に小改修を施したもの。カラーリングが緑基調に変更されている以外は、外観や武装に変化はない。レイルがXラウンダーではないためか、劇中においてビットの使用描写は無かった。最後はオブライトのジェノアスOカスタムに撃墜される。
ワイズ・ギラーガ
『PSP版』に登場。パスワード配信によって入手できる機体で、群青色に塗装されている。

#### ダナジン系列
ovv-af ダナジン
第3部以降に登場。地球本土への直接侵攻を目的とした量産機。過酷な自然地形での踏破性を追求した結果、人型からかけ離れた異形のドラゴン型MSとして設計された。鈍重そうな外見に反して動作は機敏で、そのパワーと相まって高い格闘性能を持つ。高速飛行時は、頭部左右のスタビライザーが顔面を覆うように閉じられ、脚部も収縮される。宇宙空間での運用も可能。武装はビームスパイクを発生可能な顎部のビームバルカン「ビームシューター」、腰部の「ダナジンキャノン」、内蔵火器を廃し打撃に特化された尾「ダナジンスピナー」。生産性の問題から、武装自体には数世代前の技術が使用されており、地上では砲撃機のレガンナーとの混成で運用されることが多い。任務によっては、射出式の捕獲ネットを外装することもある。カラーリングは一般機が緑、指揮官機がパープルとなっている。
ovv-gaf グルジン
『US』に登場。ダナジンの陸戦特化仕様。両脚が4点支持式の大型ホバースカートに換装され、地表での走行性能が大幅に高められている。その用途から飛行能力は不要となったため、背部のウイングが撤去されるなど上半身の仕様が大幅に簡略化されている。2足歩行よりも高い安定性を得ることが可能となったため、手持ち武装のバリエーションが大幅に増えている。専用武装として、8000メートルもの長距離狙撃に対応した「グルジンロングキャノン」を装備。接近戦時は、バレル先端から槍やスクレイバー状のビーム刃を発生させて使用する。「エデンの実（アップルズ）」と呼ばれる、地球生まれのヴェイガン第2世代の兵士達によって運用された。
ovm-gd グルード
『US』と『PSP版』に登場。薄紫のカラーリングと、マッシブな体型を持つ重武装機。ブースターパックなどが搭載され、推進力が向上されている。ダナジンと同じく地球侵攻を想定して開発された指揮官向けの機体だが、地球降下作戦には使われず、最終決戦のラ・グラミス攻防戦にて投入された。性能は遠距離攻撃に特化し、全身に装備されたランチャーから放つミサイル（実体ではなくビームミサイル）はXラウンダー武器のビット技術を応用しており、高いホーミング性能を誇る。また、「ゼイドラガン」や「クロノスガン」といったゼイドラやクロノスの武装も使用可能となっている。ただし『PSP版』では手持ち武器を装備していない。

#### ゴメル、ウロッゾ系列
ovw-cc ゴメル
第3部に登場。砂漠戦のエキスパート部隊「ファントム3」が搭乗する可変機。長い両腕に短い両脚という類人猿のような姿を持つ。四肢を後方に畳むことで、砂中を高速潜航することができる。両手のシグルクローや、ビームスパイクとしても使用可能なゴメルキャノンを用いた格闘戦を得意とする他、腕部にはミサイルを搭載する。カラーリングはカーキ。無人機との連携で多数の戦艦やMSを破壊し、連邦軍を震撼させた。さらに3機が砂中で高速旋回することで巨大な砂嵐を発生させ、その中に敵を引きずり込む必殺技「デルタアタック」を繰り出す。
ovw-dc ウロッゾ
第3部に登場。ゴメルに類似した外観を持つ水陸両用機。変形方法はゴメルと同じだが、頭部がダナジンに近い形状となり、腕部の突起や胸部のビームキャノン（ウロッゾキャノン）の形状も異なる。胸部はウロッゾキャノンを取り外すことで、爆弾などの各種兵装を収納することができる。ゴメルと同じように陸上ではホバーを駆使した高速移動が可能。カラーリングは一般機がダークグリーン、レイルやダレストが搭乗した指揮官機は薄紫に塗装されている。ロストロウラン制圧戦で大量投入される。
ovw-dc-2gc ウロッゾR（ウロッゾアール）
真紅に塗装されたゼハートの専用機。性能や形状は一般機とほぼ同じだが、Xラウンダーに対応した調整が施されている。ロストロウラン攻防戦におけるキオのAGE-3フォートレスとの戦闘で半壊し、そのまま乗り捨てられる。

#### ザムドラーグ
xvm-zbc ザムドラーグ
第3部以降に登場。ザナルド・ベイハートの専用機。ザナルド本人に似た肥満・短足体型が特徴であり、ザナルドの脳髄と直結することで稼動する。大型機ながら、高い機動性と格闘能力を有する。通常のスリット型メインカメラのほか、ヴェイガン機には珍しいツインアイタイプのカメラを持つ。両足はマニピュレーターとしての機能を持ち、敵機の捕獲にも使用することができる。武装は1門がダナジンキャノン級の威力を持ち、ビームクローとしても使える両手指先の5連装ビームバルカン、ビームスパイクとしても使用可能な胸部の主砲「ザムドラーグキャノン」、打撃・捕獲用の尾「ザムドラーグテイル」。カラーリングは暗青色。後述のガンダムレギルス同様、「ザムドラーグコア」と呼ばれる頭部のコクピットは脱出装置を兼ねている。
ラ・グラミス攻防戦においてディーンを彼に殺され、逆上を伴い自らの意志でFXバーストモードを発動させたキオのAGE-FXに撃墜される。

#### グルドリン系列
xvx-ooo グルドリン
第4部に登場。ラ・グラミス攻防戦にて、自分の乗機の調整が済んでいなかったゴドム・タイナムが独断で徴発した未完成機。胴体は壷状で正面に円錐状の部位と両側から長い腕が伸び、背部が推進器そのものとなっている。腕部（アタッチメント）は換装可能。頭部に相当する部位にはブレードアンテナが伸びているのみで、脚部も存在しない。先端のドリル「ビームスクレイパー」を利用しての突撃や、腕部を使った格闘を攻撃手段としている。他機を遥かに凌ぐ加速性能を持つが、動きが直線的で読まれやすいという弱点がある。セリックにこの弱点を突かれて、零距離からの連続射撃を受け撃破される。
ovm-pp ゴールデングルドリンパーフェクト
『EXA-LOG』に登場。通称「GGP」。ゴドムが搭乗したグルドリンをベースに改修・量産された完成機。全体が金色に塗装され、耐ビームコーティングが施されている。グルドリンの欠点であった旋回性能を補うために、近～中距離戦が可能な多方向ミサイル発射システムを内蔵したウィングアタッチメントが両側に装着されている。また、降着システムとして下部にランディングギアが装備されている。総生産数は30機ほどで、連邦とヴェイガンの終戦後は、その内の数機が民間の土木工事や火星の気象監視パトロール用として使われた。
グルドリンL（グルドリンエル）
『PSP版』に登場するカスタム機。
ヘザー・グルドリン
『PSP版』に登場する真紅のカスタム機。

#### ガンダムレギルス系列
xvm-fzc ガンダムレギルス
第3部以降に登場。鹵獲されたAGE-3の解析データと、EXA-DBサブユニット内のデータを融合させて完成したヴェイガン版ガンダム。ヴェイガン最高指導者フェザール・イゼルカントが自ら搭乗し、のちに指導者の座を引き継いだゼハートに受け継がれる。
地球製ガンダムに準拠したトリコロールのカラーリングを持つが、各部の形状はギラーガ系に類似している。頭部メインカメラはヴェイガン機らしいスリット状となっているが、限界稼動時にガンダム的なツインアイ状に展開し、索敵能力も向上する。その戦闘力はAGE-3以前の地球製ガンダムやギラーガ以前のXラウンダー専用機をはるかに凌ぎ、全力を出したゼハートの能力に完全対応することができる。頭部とウイング・尻尾を含めた背部ユニットは、「レギルスコア」と呼ばれるコアファイターに似た脱出ユニットとして分離可能。
武装は通常のビームライフルを凌駕する威力を持つ「レギルスライフル」、頭部内蔵式のビームバルカン2門、胸部中央のビームバスター、尻尾状の可動式ビーム砲「レギルスキャノン」。さらにヴェイガン機としては珍しく、手持ちの防御装備である「レギルスシールド」を持つ。シールドにはギラーガビットと同系列の胞子型ビット「レギルスビット」を多数内蔵しており、攻撃のほかにも、自機周辺に球状に密集させることで防御用のビームバリアとなる。
ラ・グラミス攻防戦においてアセムのAGE-2ダークハウンドと激突するが、死者たちの幻影に嘲笑され平静を欠いたゼハートの精神状態から本来の性能を発揮できず、アセムの的確な対処により武装を次々と破壊され撃破される。
xvm-fzcr ガンダムレギルス（ゼハート専用カラー）
『MOE』に登場。『MOE』のゼイドラと同様、「火星の赤」にカラーリングされたゼハート専用のレギルス。型式番号とカラーリング以外は通常のレギルスと変化はない。バックパック部分から発揮される驚異的な機動性を生かし、多数の連邦軍のMSや戦艦を撃破する描写が追加され、ダークハウンドとも互角以上の勝負を繰り広げる。テレビ版でのアセムとの決着シーンでは、機体頭部へのダークハウンドのパンチは寸止めだが、『MOE』では一撃を喰らっている。
xvm-fzc-zgc ガンダムレギルスR（ガンダムレギルスアール）
『EXA-LOG』に登場。レギルス型MS開発計画「プラン・アシミレイション」に基づき試作された複数のバリエーションのうち、ゼハートが運営する第8研究開発グループが開発した機体。ゼハート本人が搭乗することを前提に開発されたため、カラーリングも真紅を基調としている。
オリジナル・レギルスからの最大の変更点として、従来のビット制御システムよりも操作性を向上させた「エンベッドビットシステム」を採用している。さらに、システム自体が小型化され機体本体に内装されたことで専用シールドを装備する必要がなくなり、結果的に軽量化による運動性向上にもつながっている。手持ち武装は、ギラーガスピアに似た双頭槍「レギルススピアー」に変更されている。

#### ヴェイガンギア
xvg-xxx ヴェイガンギア
最終話に登場。ヴェイガン最強のパイロットにしてイゼルカントのクローンであるゼラ・ギンスの専用機。ヴェイガンの火星における歴史の中では最古に位置する機体で、コロニー国家間戦争時の技術によって建造されており、後のヴェイガン製MSに影響を与えた。大型の機体であるが体型は極端に細く、頭部には赤い丸型ツインアイを持つ。ヴェイガン機としては珍しく、コクピットが胸部に位置している。武装は尻尾の大出力ビーム砲「デルタゲイザー」と、両手首に装備されたフック状の「ヒートブレード」。ラ・グラミス攻防戦にて、ゼハート戦死の報を聞いたオクラムドの指示を受け出撃する。ゼラの技量により、ガンダム3機をしてやっと抑え込めるほどの圧倒的な戦闘能力を見せる。ガンダム3機との戦闘の最中に来襲したシドと融合し、「ヴェイガンギア・シド」へと進化する。TVアニメ版の劇中では、3DCGで描かれている。
ヴェイガンギア・シド
ゼラのXラウンダー能力によって背面にシドが合体した姿。ヴェイガンギアの格闘性能に、シドの砲撃力と自己修復機能が加わることで攻守ともに隙のない性能を発揮する。コロニー国家間戦争時に建造されたヴェイガンギアのデータをEXA-DBで参照したシドが、自己修復と自己進化を兼ねて取り込もうとしていたとされている。
合体直後にゼラもろとも暴走を開始し、敵味方に対し無差別攻撃を行うようになる。破壊したラ・グラミスの残骸をシドの修復能力を用いて吸収し巨大化、同時に機体の戦闘能力を飛躍的に高めた。ラ・グラミスの解体作業中であったキオとフリットを強襲し追い詰めるが、連邦軍とヴェイガンの支援攻撃によって隙を付かれ、最後はFXバーストモードを発動したキオのAGE-FXに撃破される。ヴェイガンギアと同様3DCGで描かれているが、後半の戦闘パートでは2D作画で描かれている。
小説版第4部では、アニメ版よりも遥に強大・最悪な兵器として描かれており、小型のシド「シド・スレイヴ」（10数機も居ればAGE-2を圧倒可能な性能を持つ）を内部から生み出すことが可能で、超密度のオールレンジ攻撃やナノマシンによる自己修復、空間エネルギーを物質化しての巨大化と無尽蔵のエネルギーを保持し、挙句にはワームホールを展開して太陽系のあらゆる場所にシド・スレイヴを送り込むという圧倒的な能力を見せつけた。

#### 非ヴェイガン製MS
HMS-005 ティエルヴァ
第4部に登場。マッドーナ工房がGバウンサーをベースに開発したXラウンダー対応機。ヴェイガンに寝返った連邦軍大佐ジラード・スプリガンが搭乗する。黄緑のカラーリングと、ツインアイを覆うゴーグル状のバイザーが特徴。主武装のドッズライフルはGバウンサーと同型だが、シールドはシグルブレイドを持たない左右対称の形状となっている。バックパック両側のテールバインダーは、ビーム砲と突撃用のドリルブレードを備えた分離誘導兵器「Tビット」に換装されている。
ルナベース攻防戦にてAGE-FXを追い詰めるがジラードのXラウンダー能力が暴走を起こし、敵味方のビット兵器の操作を奪って無差別攻撃を繰り返したのち、キオに止めを刺そうとするその瞬間にフリットのAGE-1グランサに撃墜される。
ティエルヴァ・ドミナ
『PSP版』に登場。パスワード入力で入手できるようになる。

#### PSP版オリジナルMS
アビゲル
バクトに似た重兵装が特徴。バクトと同じくガフランの上位機にあたり、バクトが近接能力に特化していることに対して、こちらは射撃支援に特化している。尻尾の火器は大口径のビームバズーカ型、胸部はデファースに似た形状の大型ビーム砲となっている。カラーリングは真紅。
ディエルガ
ゼイダルスに似た縦三本のスリットセンサーが特徴。ドラドの姉妹機として開発された。運動性能よりも支援戦闘を高めたことで、さまざまな作戦への対応性を重視している。この機体のみ両手の指が3本になっている。尻尾はパイルバンカー状の兵器になっているが、ビームも発射可能。カラーリングは黄土色。
エゴス
ガフランやドラドよりも生物的なフォルムが特徴。汎用機ながら高い火力と機動性を持ち、戦闘スタイルを選ばないバランスに優れた機体。鋭利な尾による刺突や、下腕部に固定装備された短剣を用いた近接格闘を得意とする。また、ゼイドラガンに似た銃を携行している。カラーリングは青。

### UE / ヴェイガンの艦艇
巨大母艦
全長1キロメートル以上に達するヴェイガンの巨大母艦。地球連邦軍側からは「母艦」と呼称される。三つ又に分かれた船体が特徴で、多数のMSを搭載している。ヴェイガン艦共通の機能として、視覚的・電子的にその姿を秘匿することができる、ステルスシステム「見えざる傘」を展開可能。また、船体の一部を小型の戦闘艦として分離させることも可能。武装は、船体外側に固定装備する計90門ものビーム砲塔（連装式36門、単装式54門）。MSは艦内側の中央から発艦する。カラーリングは暗緑とオレンジ。第1部では1隻のみしか登場しないが、第2部以降からは同型艦が多数登場する。なお、戦闘艦やダウネスなどを含めた全てのヴェイガン艦艇・移動要塞は、船体の推進機関やスラスターと思われる各部分がピンク色に発光している。
ファ・ボーゼ
第1部・第2部に登場。第13話にて、ディーヴァのフォトンブラスターキャノンを受け撃沈される。第22話にも同名の艦が登場するが、連邦軍の攻撃で同じく撃沈される。
ファ・メナス
第2部に登場。ゼハートの座乗艦。全体が赤く塗装されている。
ファ・ブラン
小説版第2部に登場。ゼハートが母艦として使っていた艦の一つ。
戦闘艦
ヴェイガンの戦闘艦。巨大母艦の船体の一部の構成艦でもある。Gエグゼスのビームライフルやダーウィン級の主砲をもはじく強固な装甲を持つ。艦正面の甲板上にある9つのボタン状構造物は収納式のビーム砲塔であり、中央の一列が連装式、左右の二列は単装式となっている。射撃の際は蓋が上に開く。巨大母艦と同じく、ステルスシステムの展開も可能。連邦側からは単に「戦闘艦」と呼称される。第12話では、2隻がグアバラン率いる連邦艦隊の背後から攻撃を仕掛ける。第13話では、ディーヴァへの特攻に使用された。第2部以降にも登場する。カラーリングは暗緑（第20話では船体色が赤い艦が登場するが、これはゼハートの座乗艦であるファ・メナスから分離されたものだと思われる）。
新型戦闘艦
第3部・第4部に登場。左右に折り鶴に似た形状の両翼を持つ新型戦闘艦。大気圏突入や大気圏内飛行が可能。両翼下と船体後部下に計16門のビーム砲を装備する（オリバーノーツでは、この武装を使用して街や市民を破壊・虐殺した）。MS発進口は艦首底部に存在し、左右に開いた骨のような電磁式カタパルトから射出される。なお、ゼハートの座乗艦は赤、ザナルドの座乗艦は青に塗装されている。
ファ・ゼオス
オリバーノーツを襲撃したゼハート隊の母艦。ガンダムAGE-3の「ブラスティアキャノン」を受け撃沈される。
ファ・ザード
ゼハートの座乗艦。ディーヴァ挟撃作戦では、フラムの的確な支援砲撃でゼハートを援護する。
ファ・ガンタ
ザナルドの座乗艦。ラ・グラミス攻防戦にて、背後からディグマゼノン砲の直撃を食らい撃沈される。

### UE / ヴェイガンの要塞
アンバット
第1部に登場。廃棄された元連邦軍の宇宙要塞をUE側が拠点として利用した。詳細は「アンバット」を参照。
ダウネス
第2部に登場。巨大母艦を係留できる一対のアーム状構造物が上下に付いた、超大型の移動要塞。武装は対空ビーム砲など。防御装備として、フォトンリング・レイの砲撃すらも防ぐ四角錐状の強力な干渉スクリーン「ギガンテスの盾」が展開可能。だが、展開は前面のみに限られているため、その都度防御方向への回頭が必要となる。ゼハート率いる地球制圧軍の移動司令部として運用され、大部隊を率いてコロニー「ノートラム」に侵攻。最終的に推進機関を破壊されて制御不能となり、地球への落下直前にアセムとゼハートの手で自爆・瓦解させられる。指揮は主にメデル・ザントが執っている。カラーリングは深緑。
ラ・グラミス
第3部・第4部に登場。全長8キロメートルもの大きさを誇る、分子構造図に似た多数の球体と連結棒からなる特殊な形状の宇宙要塞。要塞は自在に分離・結合が可能で、状況・用途に応じて戦闘形態を変化できる。各球体からビームを発射・屈折させ、収束して撃ち出す要塞砲「ディグマゼノン砲」を持ち、その威力は戦略兵器にも匹敵する。司令官はファルク・オクラムド。
第3部冒頭ではこの砲撃でビッグリングを破壊する。第4部では最終決戦の舞台となり、ディグマゼノン砲で連邦艦隊に打撃を与える。その後はゼハートの命で動力を確保するために地球圏に来ていたセカンドムーンと結合。味方を犠牲に第2射目を発射しディーヴァを撃沈する。攻防戦の終盤、ヴェイガンギア・シドの行動によりエネルギーの逆流で要塞が崩壊を始めるが、フリットの全軍への救援要請と両軍の奮闘により、セカンドムーンに被害がおよぶ前に無事対処される。

## その他

### その他のMS
CMS-328 デスペラード
ジェノアスの開発母体となった作業用MS（モビルスタンダード）。水素エンジンを動力源とする。ヘルメット状の頭部など、工事現場の作業員のような姿が特徴。旧式の機体だが、極限環境での作業に用いられるためセンサー類は優秀とされる。標準装備は、武装としても使用可能なヒートスコップとヒートピッケルで、コロニーの隔壁を溶断可能な熱量を持つ。マシンガンなど戦闘用MSの火器も使用可能。マッドーナ工房では、四肢の形状が似た青い機体が運用されている。
第6話では、イワーク・ブライアが一人「ファーデーン」上層街に遊びに出たリリアを探すべく搭乗。抗争の最中だった「ザラム」と「エウバ」のMS部隊に戦いを挑み、ジラ1機を仕留めるもあえなく撃破される。
デスペラード・セグ
『PSP版』に登場。パスワード入力で入手できるようになる。
ヴァンデラ
第1部の第9話と『EXA-LOG』に登場。デスペラードの兄弟機。縦配置のメインカメラ1基と丸型のサブカメラ2基を備えた長方形状の頭部が特徴。胸部はジェノアスに似た形状で、下半身はデスペラードと共通形状となっている。カラーリングは青。
劇中ではマッドーナ・ファクトリーシップ内外での作業や警備に使用されている。戦闘時にはジェノアスと同型のビームスプレーガンを装備する。
機体デザインはデスペラードの初期案を流用したもの。
スリーディ（3D）
第1部の第9話と『EXA-LOG』に登場。一般のMSより一回り小型の資源開発MS（モビルスタンダード）。陣笠を被ったジェノアスのような頭部形状が特徴。軽量化のため各部の装甲は必要最低限にとどめられており、関節部はゴム製の素材で覆われている。カラーリングは深緑。
機体デザインはジェノアスの初期案を流用したもの。
作業用MS
アリンストン基地やディーヴァ、マッドーナ工房で使用されている作業用重機。球形の胴体に2本指の腕を左右に取り付けた形状で、下半身はなくメインスラスターと鎮座用の固定脚があるのみ。操縦席となっている頭部から有視界操縦される。ガンダムとはパーツの互換性があり、第1話ではバルガスがAGE-1ノーマル腕部の動作テストのために使用する。第3話で「ノーラ」が崩壊する際には、基地司令のヘンドリック・ブルーザーがこの機体に大量の爆発物を積み込んで搭乗し、コロニー脱出の障害となっていたシャフトへの体当たり攻撃を敢行する。第27話ではレミ・ルースがこの機体に搭乗し、脱出不能に陥ったディーヴァを救うためにフォトンブラスターキャノンの部品交換を行うが、ミンク・レイデンの攻撃を受けて大破する。
競技用MS
第2部に登場。アセムが所属するMSクラブが制作した競技用の小型機体。通常のMSの頭部にあたる部分がなく、その部分がむき出しのコクピットとなっている。
シド
第4部と『〜追憶のシド〜』、『US』に登場。EXA-DBの警備システムである大型無人MS。制御プログラムとしてレウナ・イナーシュの父親の人格データが収められており、レウナとは何らかの形でコミュニケーションが可能としている。本来は平和が訪れるまでEXA-DBを守る予定であったが、イゼルカントのハッキングによりデータが流出した結果制御プログラムを強制的に封じ込め暴走。EXA-DBに近づく者は全て抹殺対象として攻撃するようになった。
昆虫的な外見を持ち、頭部センサーはモノアイでカラーリングは『〜追憶のシド〜』では黒を、第4部では薄い茶色を基調としている。通常のMSの5‐6倍の巨体でありながら、レギルスに追従可能なほどの高い機動性を有している。蓄積された戦闘データを元に自身の能力を強化することができるAGEシステムに近い機能を持つ。武装は翼部分から発射するフェザーミサイルや6肢の先端に内蔵されたビームライフル。ビームライフルは鞭のような偏向射撃が可能で、ビームサーベル的な運用もされる。本来は艦艇用のステルスシステムである「見えざる傘」を標準装備しており、これを活用した変則的な戦法を可能としている。
レギルスの慣熟訓練を兼ねEXA-DBの確保に向かったゼハートに襲い掛かるが、途中で加勢したアセムの機転により動きを見切られ、レギルスのビームサーベルに貫かれ撃破される。しかし完全な破壊には至らず、EXA-DBとともに小型サイズの状態で生き残る。ラ・グラミス攻防戦に突如出現し、自身と同じ旧時代の遺物であるヴェイガンギアを乗っ取ろうと機体に取り付くものの、ゼラの絶大なXラウンダー能力により逆に制御権を奪われ「ヴェイガンギア・シド」となる。
『US』においてはEXA-DBの別の端末を守護する個体がAファンネル運用試験中のガンダムAGE-FXと交戦している。アニメ本編や『〜追憶のシド〜』のシドとは同期していないので性能は劣る（しかし、本編のシド同様に進化する可能性があったので交戦した）。
シド・スレイヴ
小説版第4部と『〜追憶のシド〜』に登場。シドに内蔵されている修復作業用の小型作業用ロボット。外見はMSサイズにまで小型化されたシドそのもの。性能や火力はシド本体よりも劣るが、それでも通常のMSでは歯が立たないほどの性能を有している。基本的に自立稼働によって戦闘を行うが、シドまたはヴェイガンギア・シドのコントロール下に入る事でオールレンジ攻撃を主とした戦術が可能となる。
作中では過去にアセム達と交戦し、当時最高峰の機体であったAGE-2を10数機で圧倒した。最終決戦時では、ヴェイガンギア・シドによって無数に生み出され、連邦軍とヴェイガンに襲いかかり、さらにヴェイガンギア・シドの作り出したワームホールを通じて太陽系のあらゆる場所に出現した。
伝説のモビルスーツ「ザ・ガンダム」（復元）
『EXA-LOG』に登場。A.G.201年のヴェイガン戦争終結記念事業の一環として、ガンダム記念館の研究員やモビルスーツ考古学の研究者達の力が結集され、かつてのモビルスーツ復元プロジェクトが行われた。これは銀の杯条約以前の伝承・伝説に多く登場し「戦争を終わらせた救世主」、「白いモビルスーツが巨大な剣でドラゴンを倒した」等の神話に似た話まである「ザ・ガンダム」の実像に迫るために始められ、アスノ家に残された資料や生前のフリットの証言を元に、EXA-DBへのアクセスまでもを含めて進行された。推論に頼らなければならない部分はAGE-1を参考にし（そのため復元された機体はAGE-1に類似した部分が多いが、逆に言えばAGE-1自体も伝説における「ザ・ガンダム」が参考になっている）、完成を迎えた。武装に関してはより情報が少なかったが、言い伝えやアスノ家の絵画に描かれた「剣」らしき物から、可能な限り当時に近い形で、エクスカリバーと仮称された斬撃用武器が復元された。

### その他の艦船
マッドーナ・ファクトリーシップ
マッドーナ工房の所有する大型ドック艦で、その大きさは全長2キロメートルにおよぶ。定住先を持たないとされるが、第1部で初登場した際には「ファーデーン」付近の宙域に停泊している。第9話では格納庫に保管されていたゼダスが突如暴れだし、ビームキャノンで艦体の一部に穴を空けられる。第14話では、グルーデックらのアンバット攻略戦を後方支援するために要塞付近の宙域へ移動される。第2部、第3部にも登場する。
ラマルク級軽空母
小説版第1部に登場。旧式の宇宙艦船。コロニー「ミンスリー」でアルザック・バーミングスの援助を受けた際に、2隻がグルーデックの率いる戦列に加わる。このうちの1隻「カリオペ」はアンバット攻略戦の際、フォトンブラスターキャノンの発射を支援するためにディーヴァの左舷側を庇ってUEの攻撃を受け、246名の乗員もろとも撃沈される。